# LOHAS Park

Карта комплекса LOHAS Park

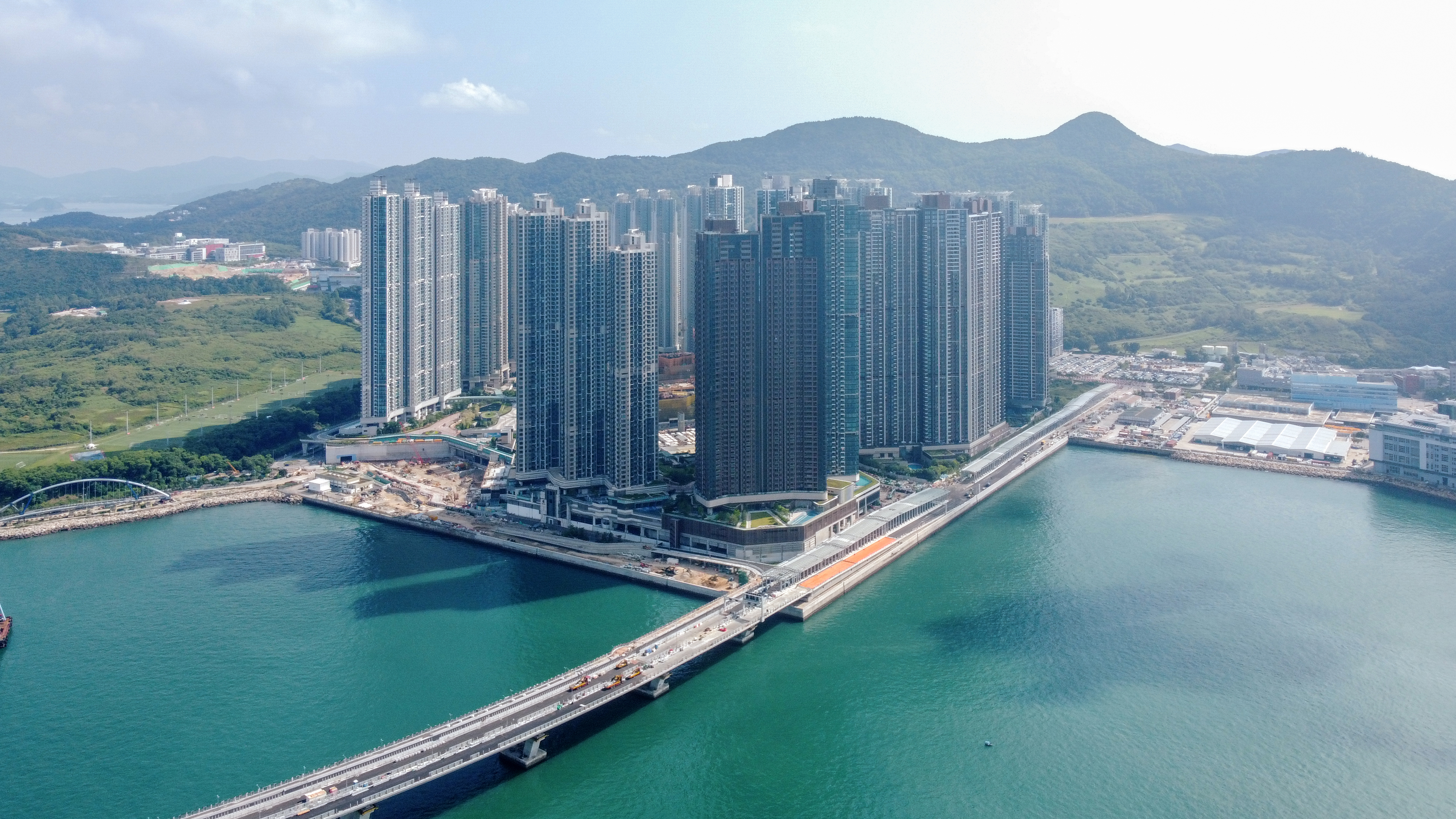
LOHAS Park (2022)

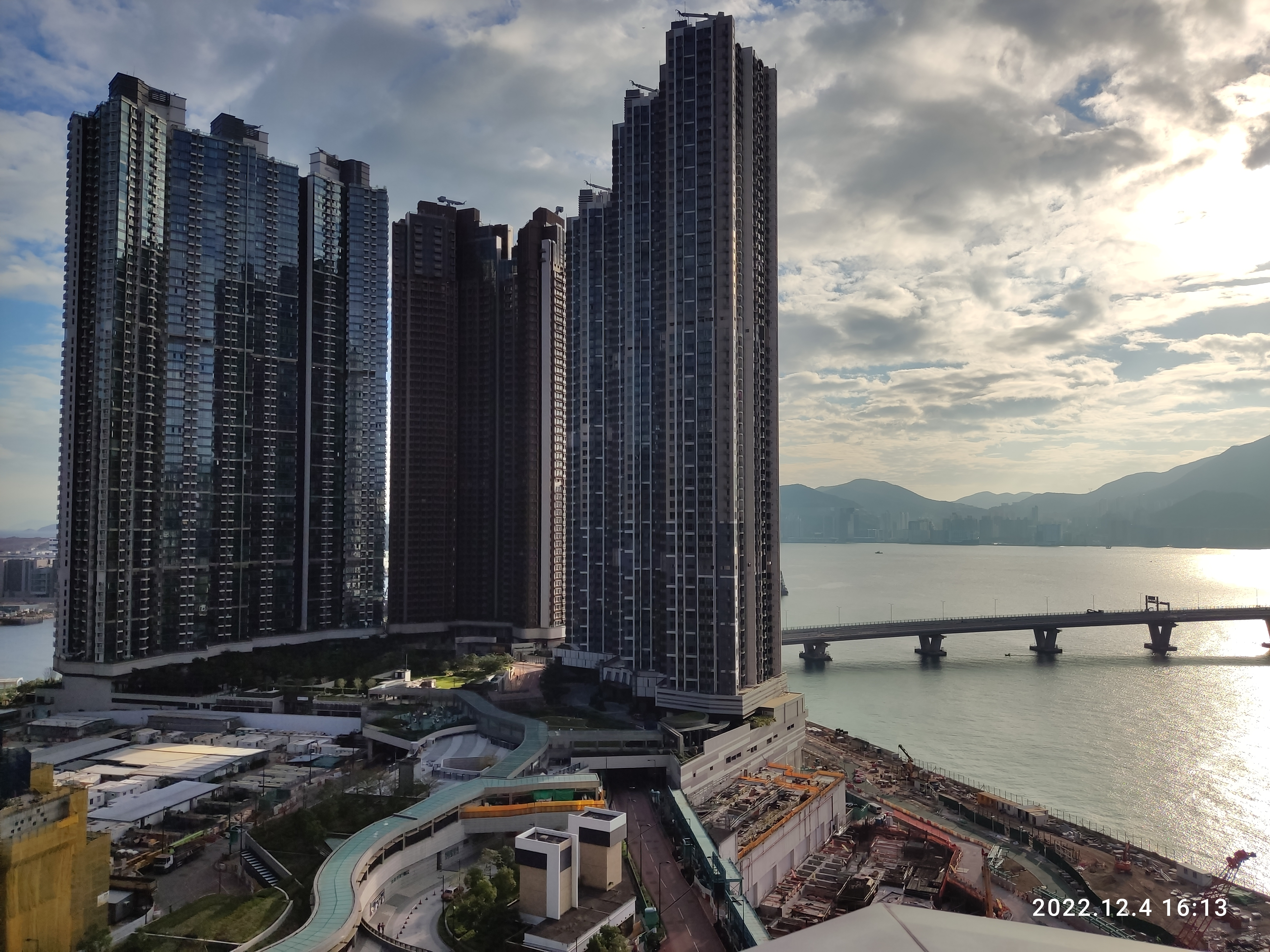
LOHAS Park (2022)

LOHAS Park (日出康城) — крупный жилой комплекс, расположенный в Гонконге, в округе Сайкун (район Чёнкуаньоу). Первоначально назывался «Dream City», но затем был переименован в LOHAS Park (акроним от lifestyle of health and sustainability). 
Состоит из десяти построенных «фаз» и нескольких «фаз», находящихся в стадии разработки. Также в состав LOHAS Park входят одноимённая станция метро (открылась в 2009 году), центральный парк, зона активного отдыха, променад вдоль побережья залива, торговый центр The LOHAS (открылся в 2020 году), паркинги и система очистки воды. Девелоперами проекта являются гонконгские компании MTR Corporation, Cheung Kong Group, Nan Fung Group, Sun Hung Kai Properties и Wheelock & Co.
Площадь помещений построенного в 2006 — 2008 году комплекса «Капитолий» (The Capitol) составляет 136 240 м² (2096 квартир); также в состав комплекса входят торговые помещения и дом престарелых. Площадь помещений построенного в 2007 — 2010 году комплекса «Престиж» (Le Prestige) составляет 309 696 м² (4272 квартир); также в состав комплекса входит детский сад. Площадь помещений комплекса «Химера» (Hemera) составляет 128 544 м² (1648 квартир); также в состав комплекса входит детский сад.
В декабре 2022 года открылся двухполосный 1,8-километровый мост Cross Bay Link, соединивший LOHAS Park с туннелем Чёнкуаньоу — Ламтхинь (мост и туннель являются частью маршрута 6, который соединяет округа Сайкун — Куньтхон — Коулун-Сити и Яучимвон). 

## Структура
В состав LOHAS Park входит несколько высотных жилых комплексов, объединённых в одиннадцать «фаз»:

### Фаза I
Комплекс The Capitol построен в 2008 году, в его состав входят пять жилых башен:
- LOHAS Park The Capitol Oslo (212,1 м, 62 этажа)
- LOHAS Park The Capitol Whistler (212,1 м, 62 этажа)
- LOHAS Park The Capitol Madrid (206 м, 60 этажей)
- LOHAS Park The Capitol Milan (206 м, 60 этажей)
- LOHAS Park The Capitol Florence (200 м, 58 этажей)

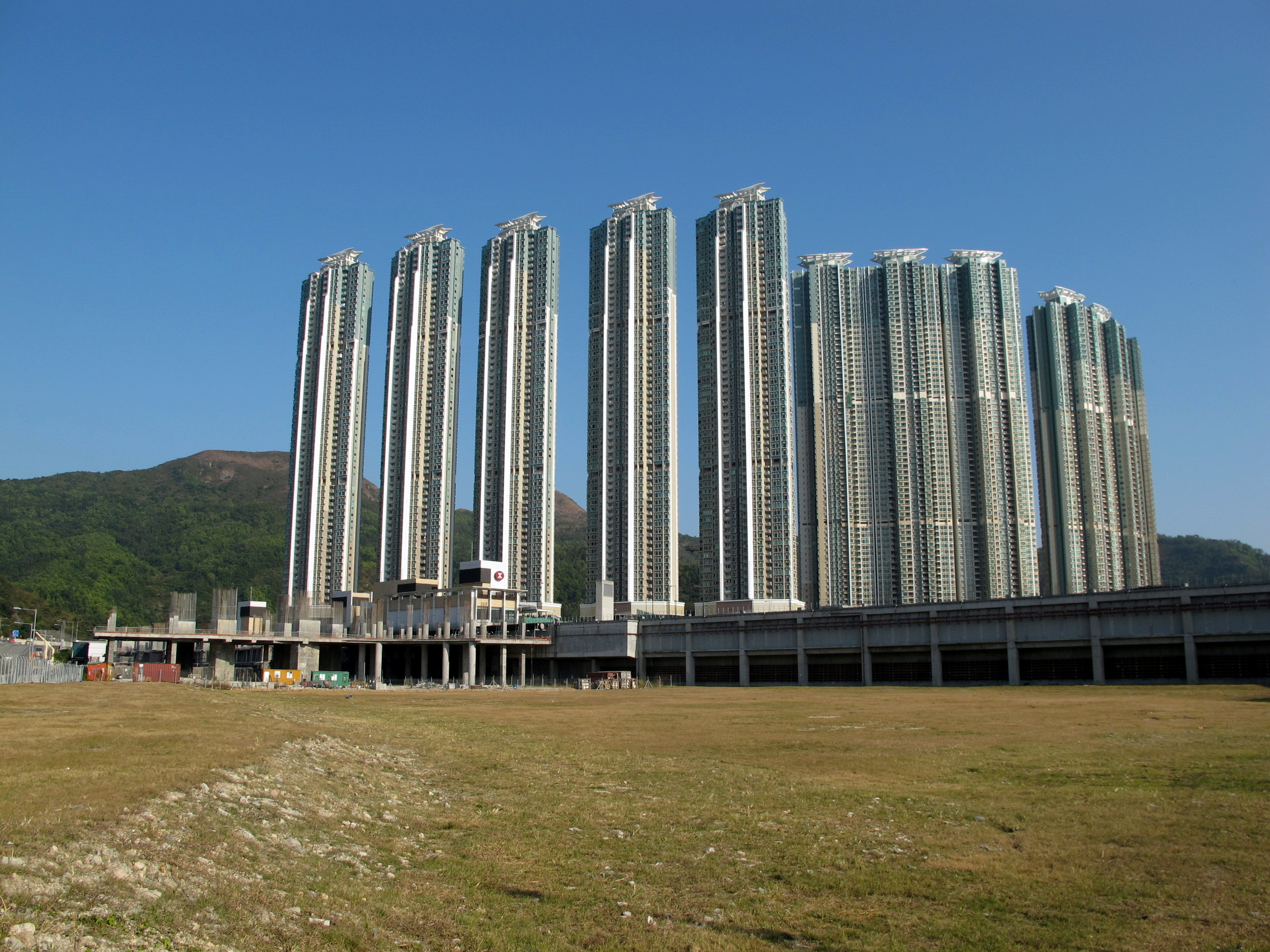
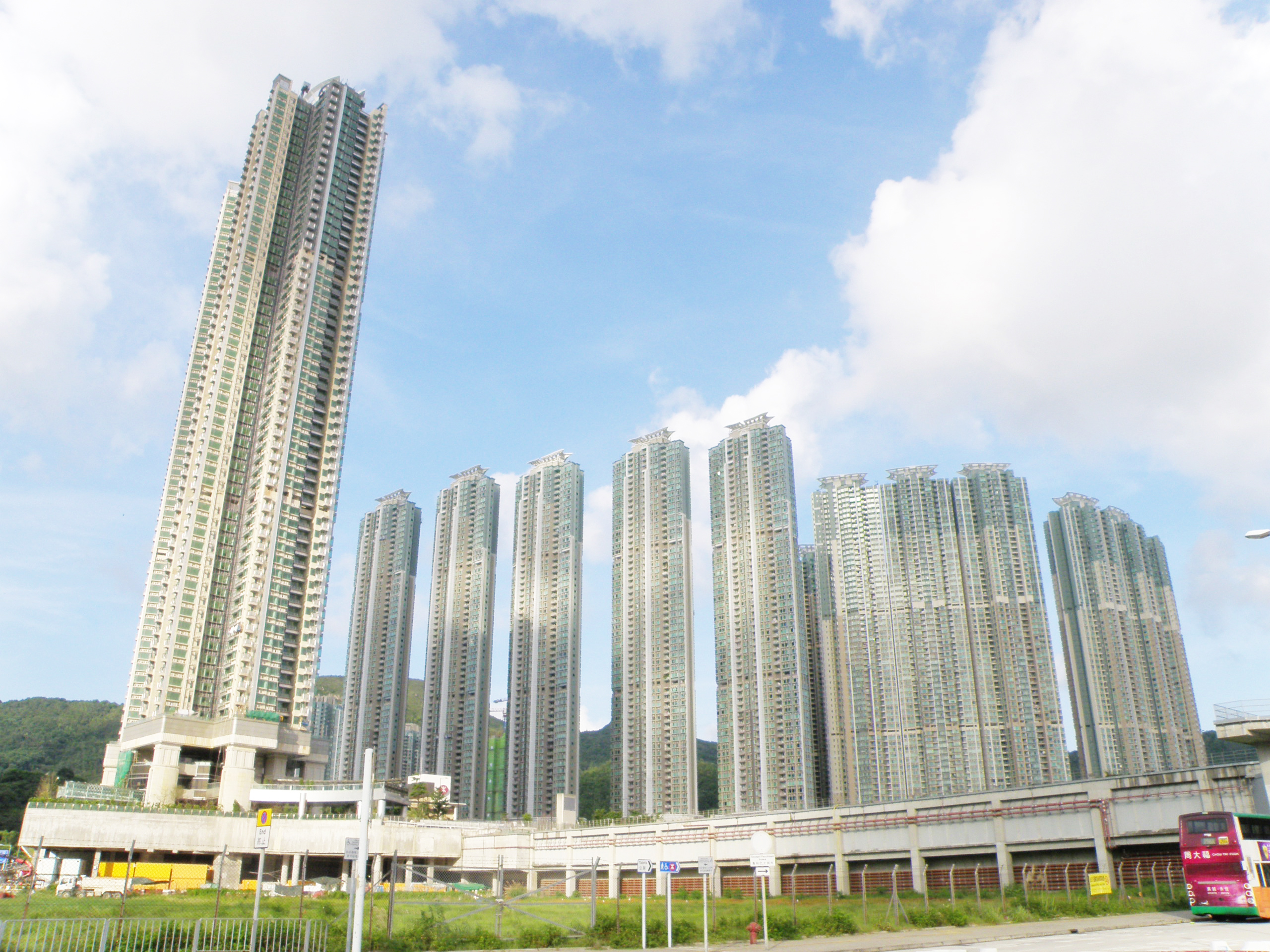
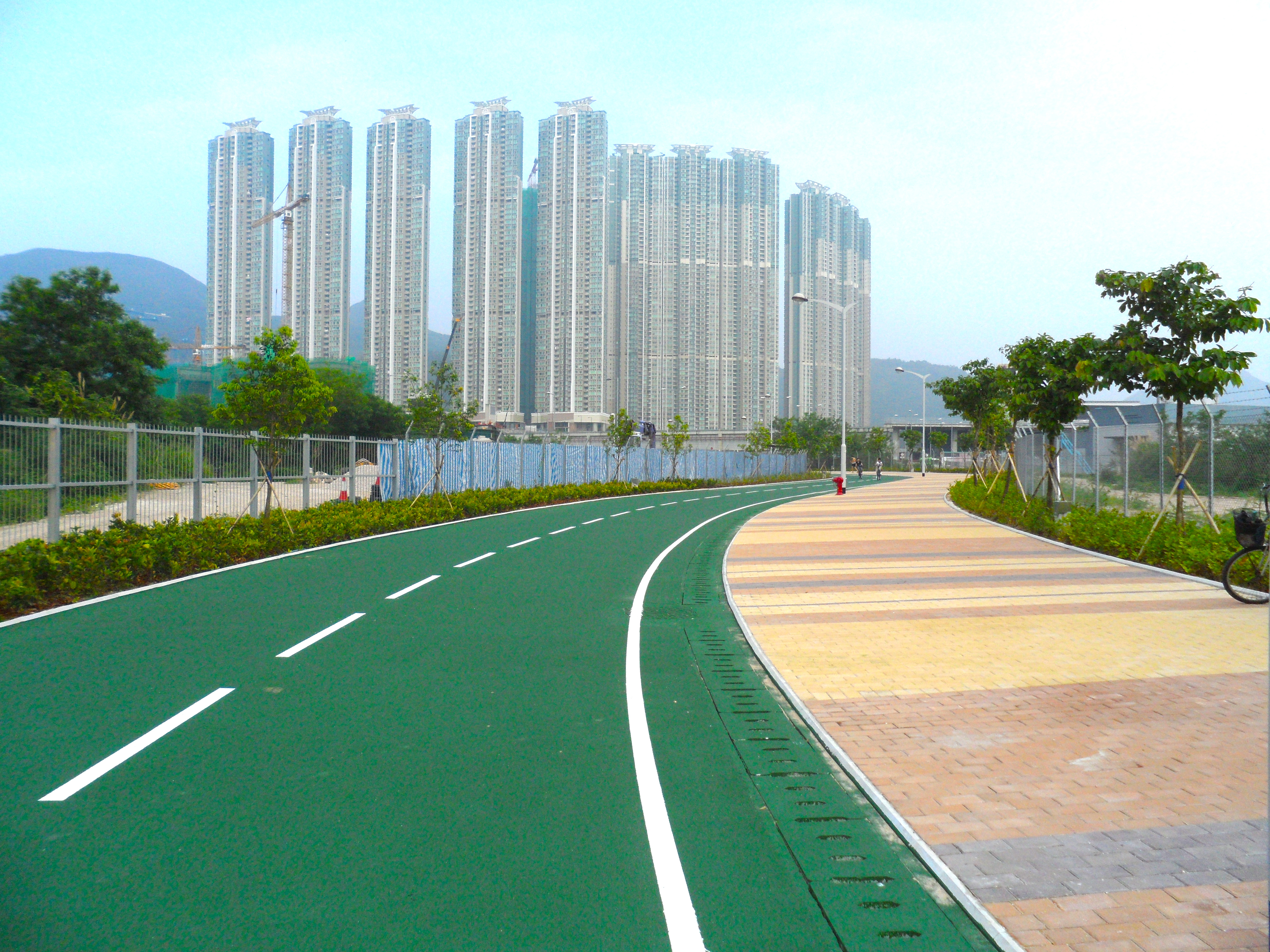
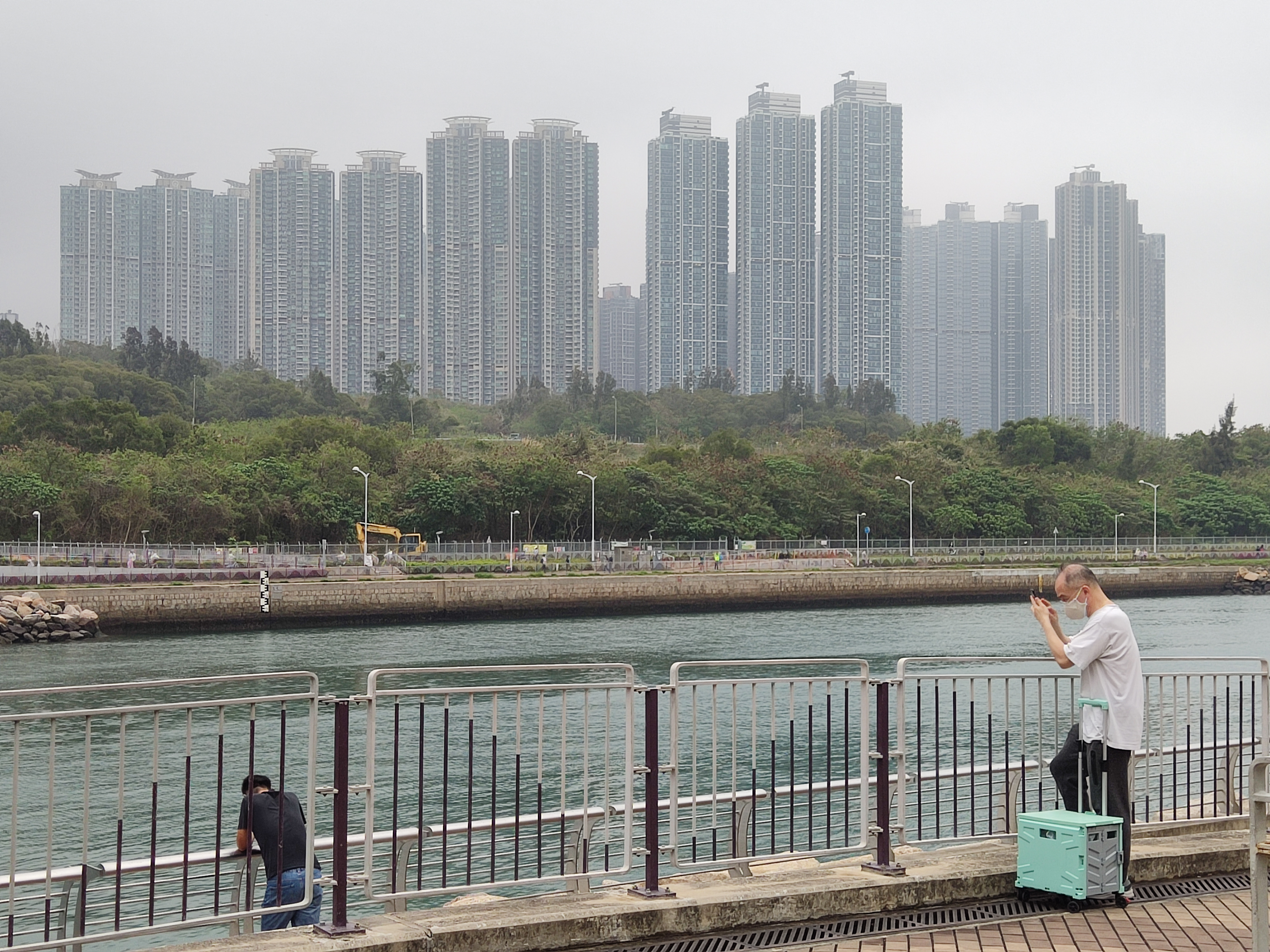

### Фаза II-A
Комплекс Le Prestige построен в 2010 году, в его состав входят две жилые башни:
- LOHAS Park Le Prestige Tower 1 (189 м, 57 этажей)

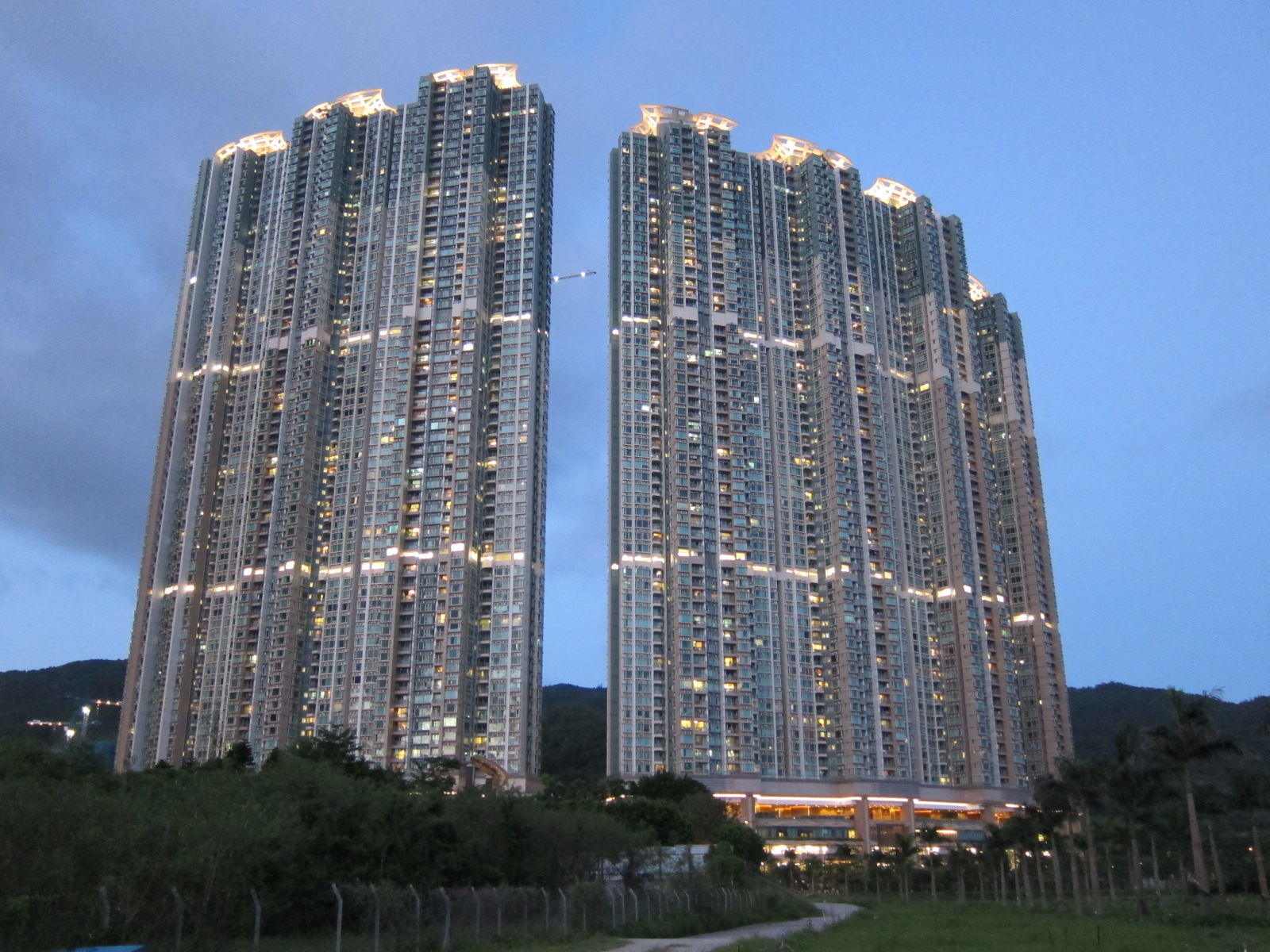
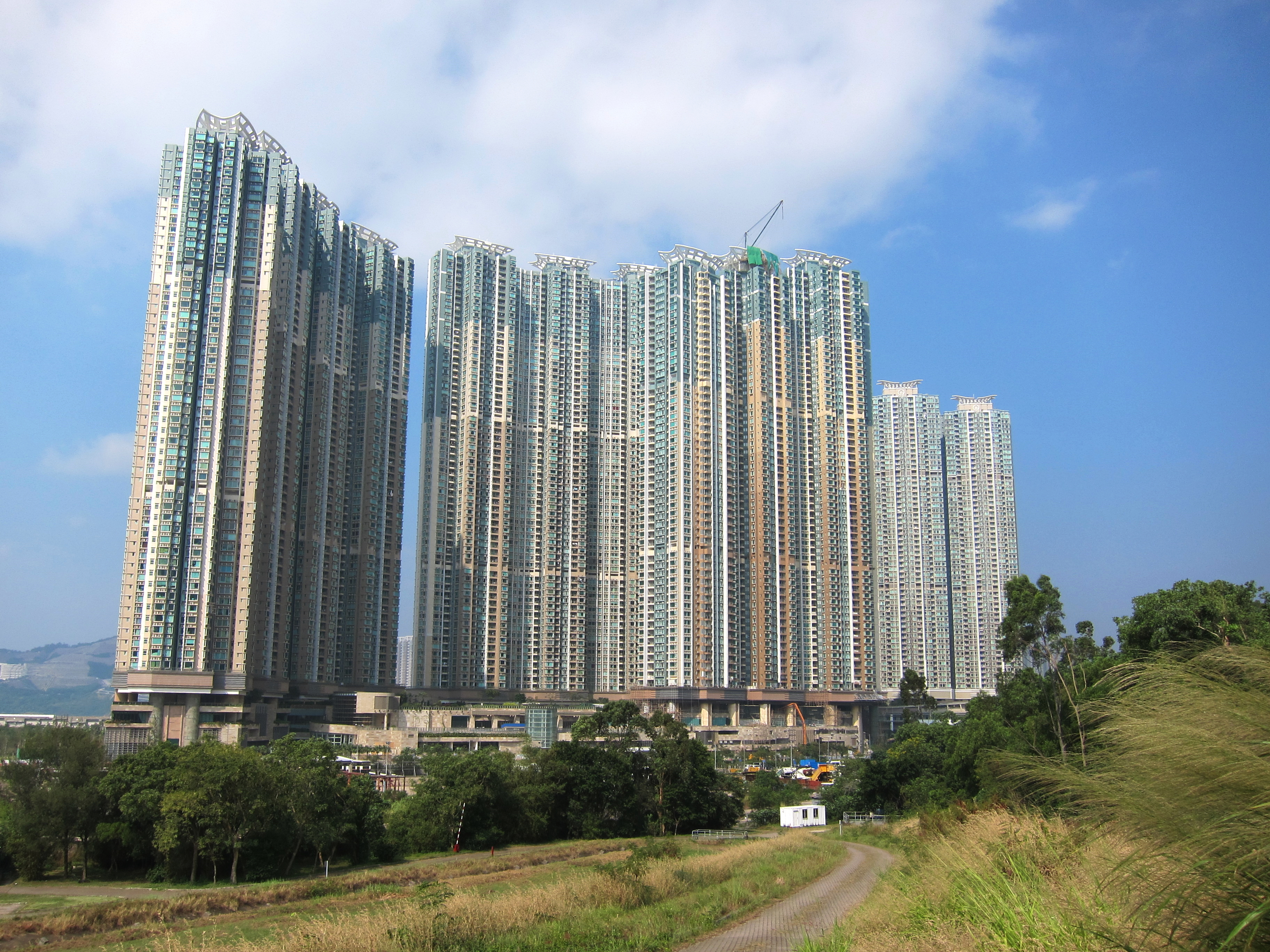
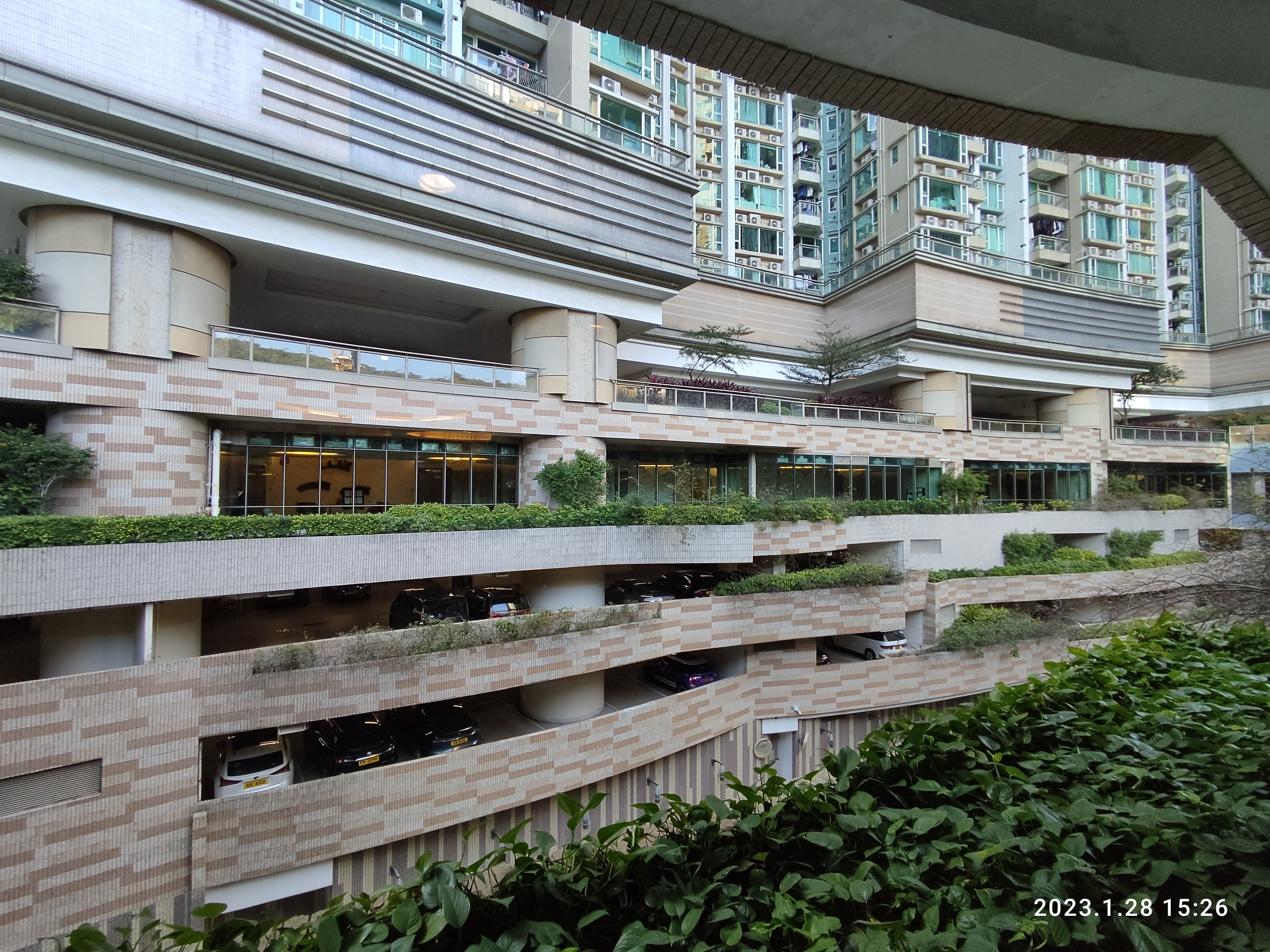
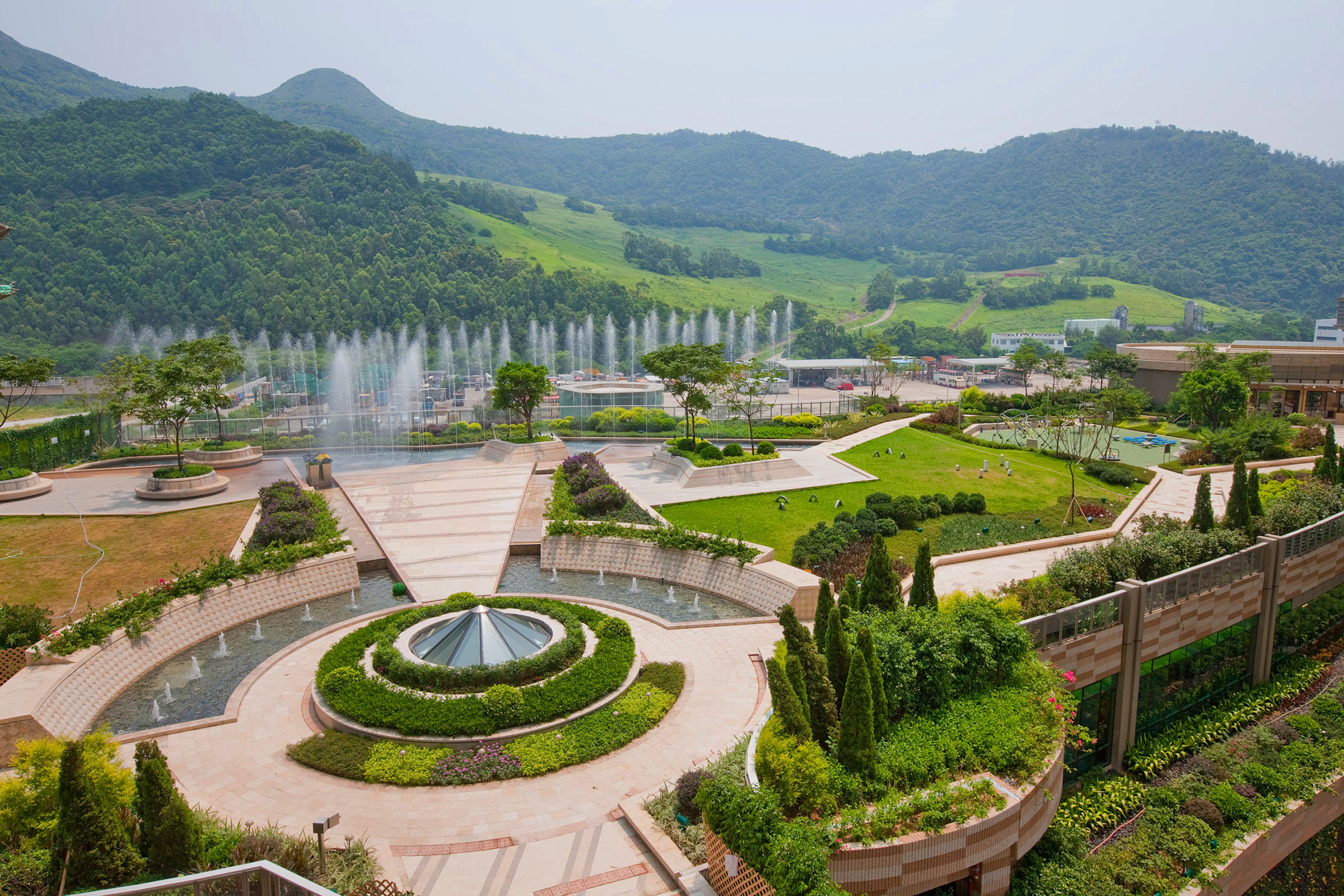

- LOHAS Park Le Prestige Towers 2-5 (200 м, 62 этажа)

### Фаза II-B
Комплекс Le Prime построен в 2011 году, в его состав входят три жилые башни:
- LOHAS Park Le Prime Tower 6 (215 м, 67 этажей)
- LOHAS Park Le Prime Tower 7 (215 м, 67 этажей)
- LOHAS Park Le Prime Tower 8 (215 м, 67 этажей)

### Фаза II-C
Комплекс La Splendeur построен в 2012 году, в его состав входят три жилые башни:
- LOHAS Park La Splendor Tower 9 (208,8 м, 64 этажа)
- LOHAS Park La Splendor Tower 10 (200 м, 61 этаж)
- LOHAS Park La Splendor Tower 11 (191,1 м, 58 этажей)

### Фаза III
Комплекс Hemera построен в 2014 году, в его состав входят четыре жилые башни:
- LOHAS Park Hemera Diamond Tower (210 м, 62 этажа)
- LOHAS Park Hemera Emerald Tower (210 м, 62 этажа)
- LOHAS Park Hemera Amber Tower (190 м, 56 этажей)
- LOHAS Park Hemera Topaz Tower (190 м, 56 этажей)

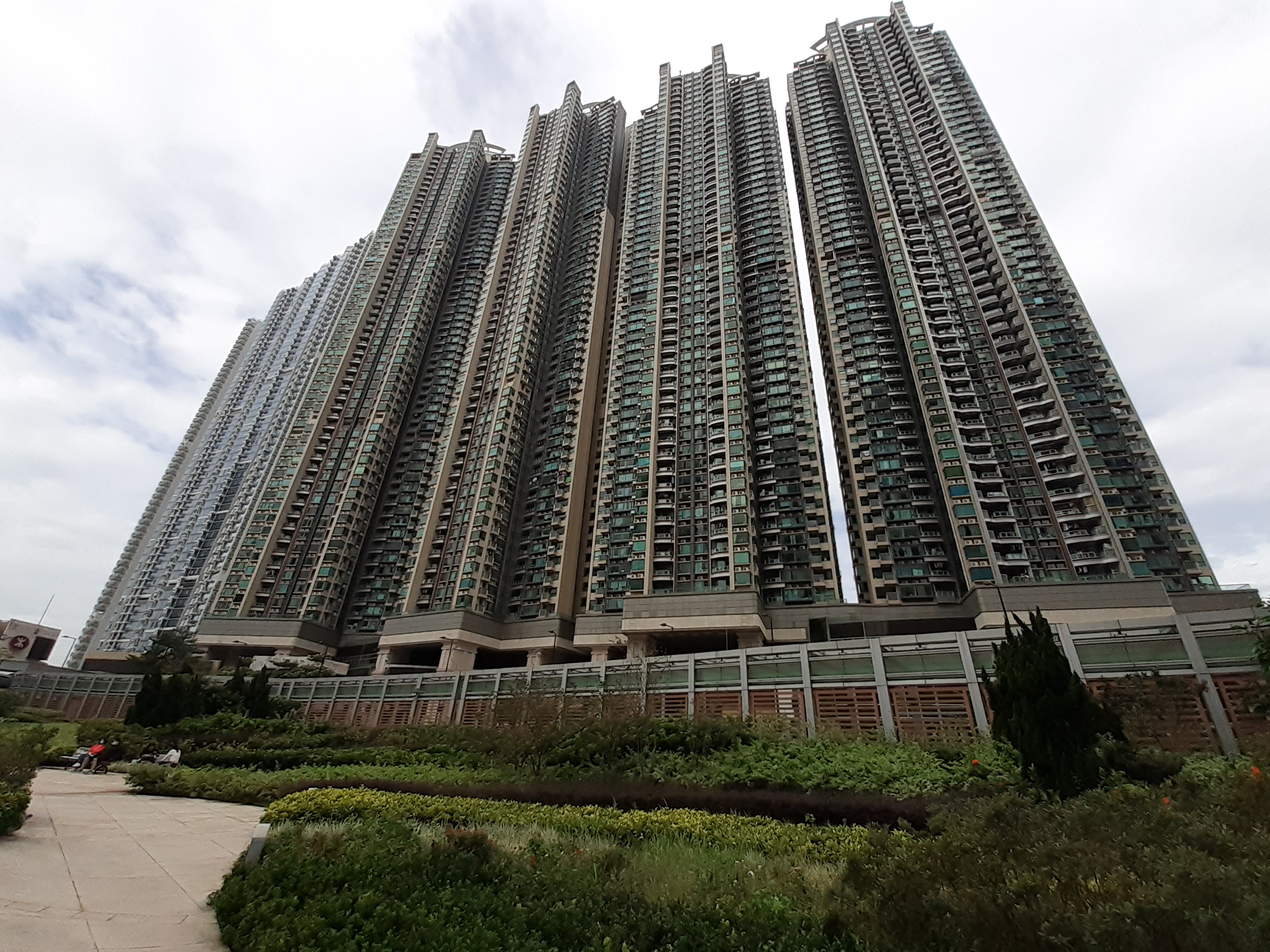
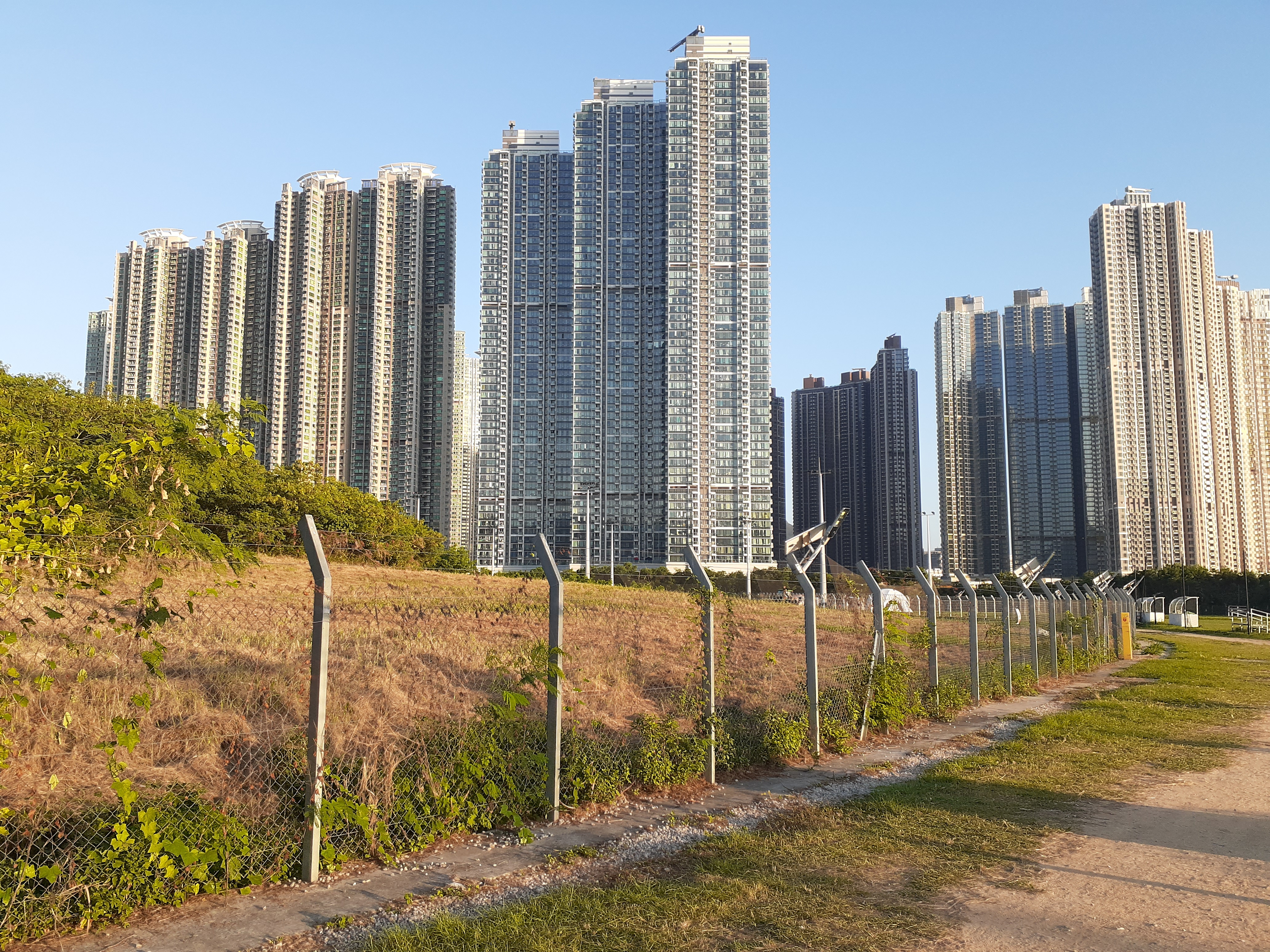
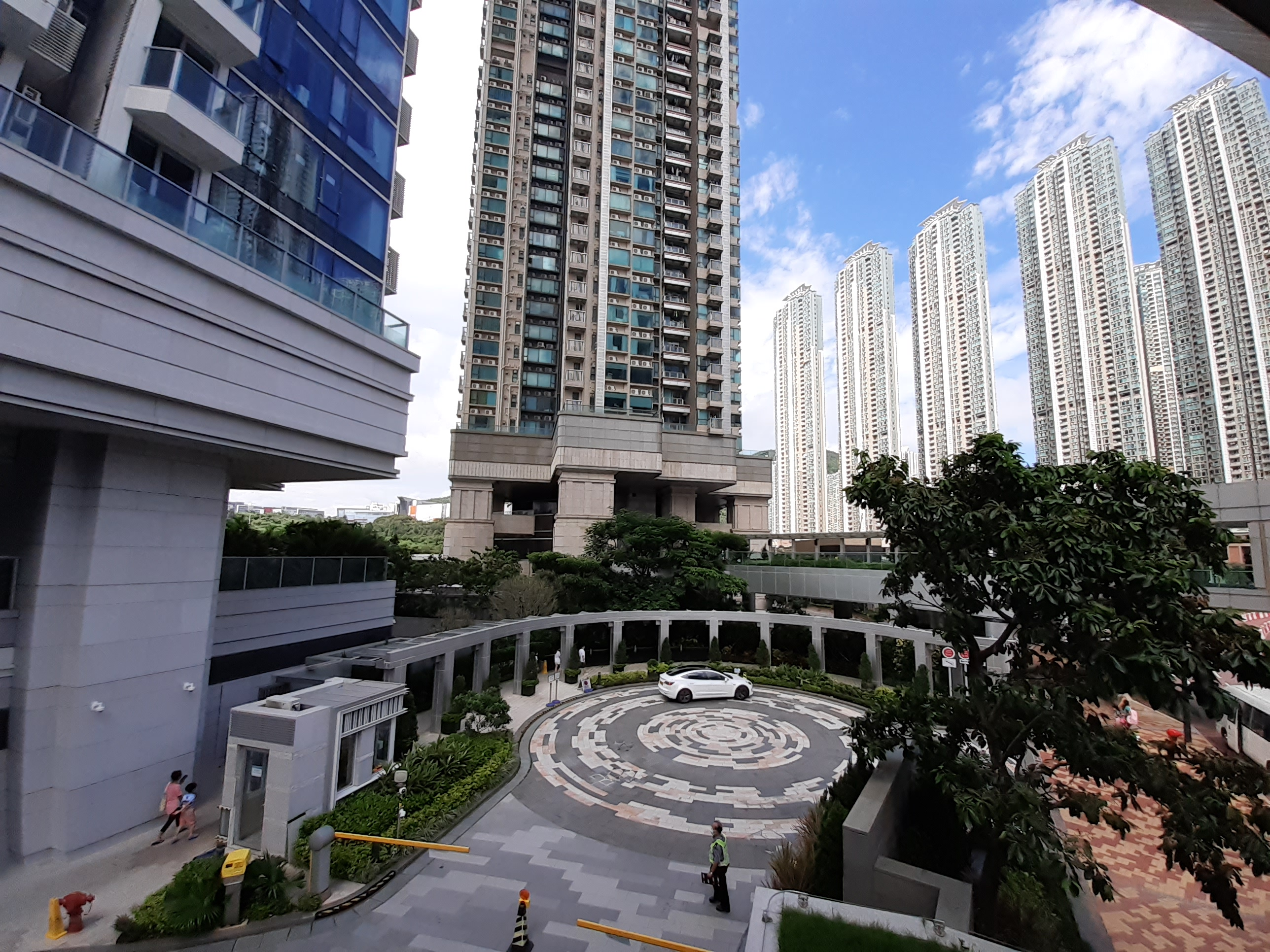
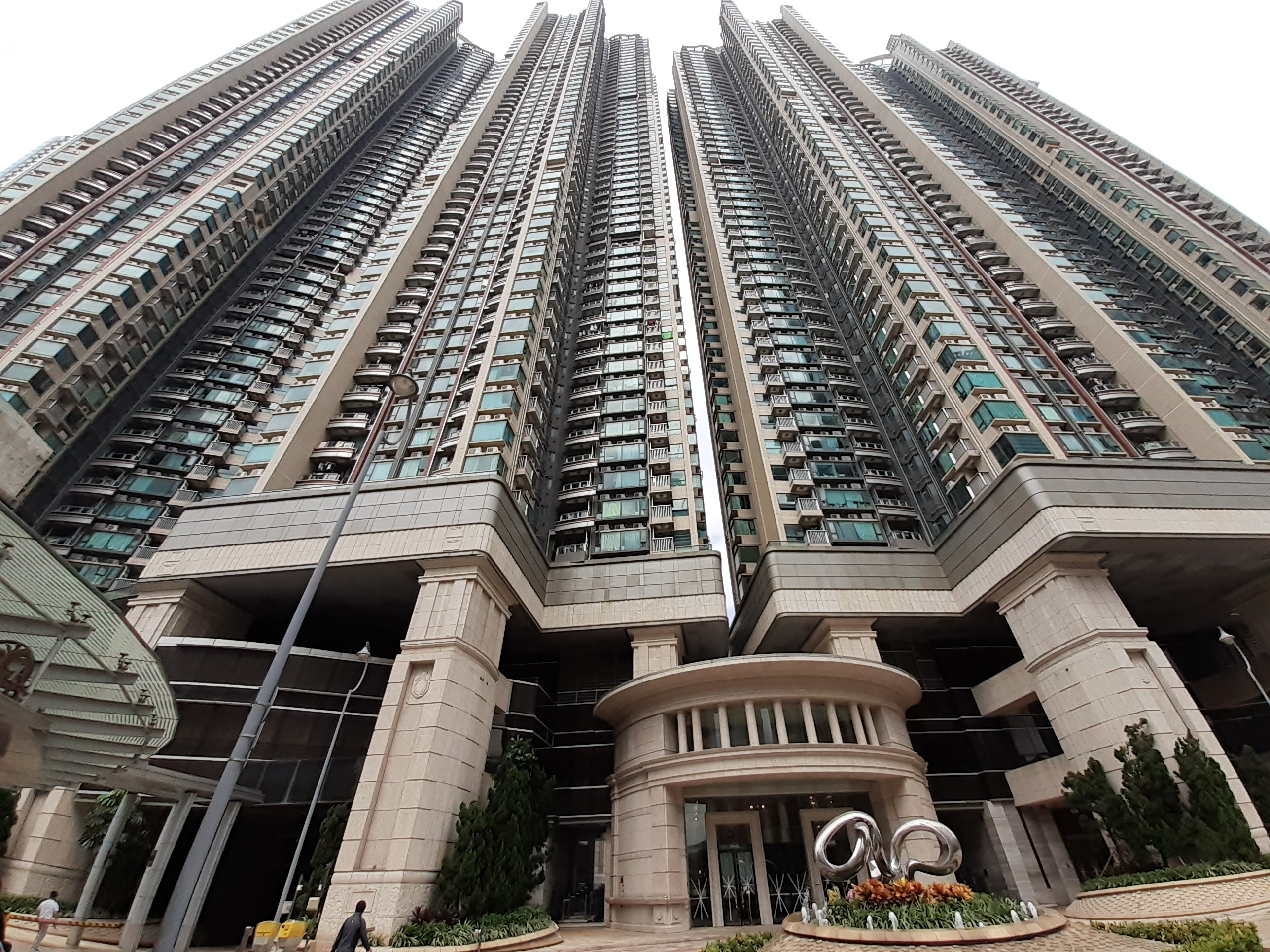

### Фаза IV-A
Комплекс Wings at Sea построен в 2017 году, в его состав входят две жилые башни: 
- LOHAS Park Wings At Sea Tower 1 (176,6 м, 48 этажей)
- LOHAS Park Wings At Sea Tower 2 (180,8 м, 49 этажей)

### Фаза IV-B
Комплекс Wings at Sea II построен в 2018 году, в его состав входят две жилые башни: 
- LOHAS Park Wings At Sea Tower 3 (183 м, 50 этажей)

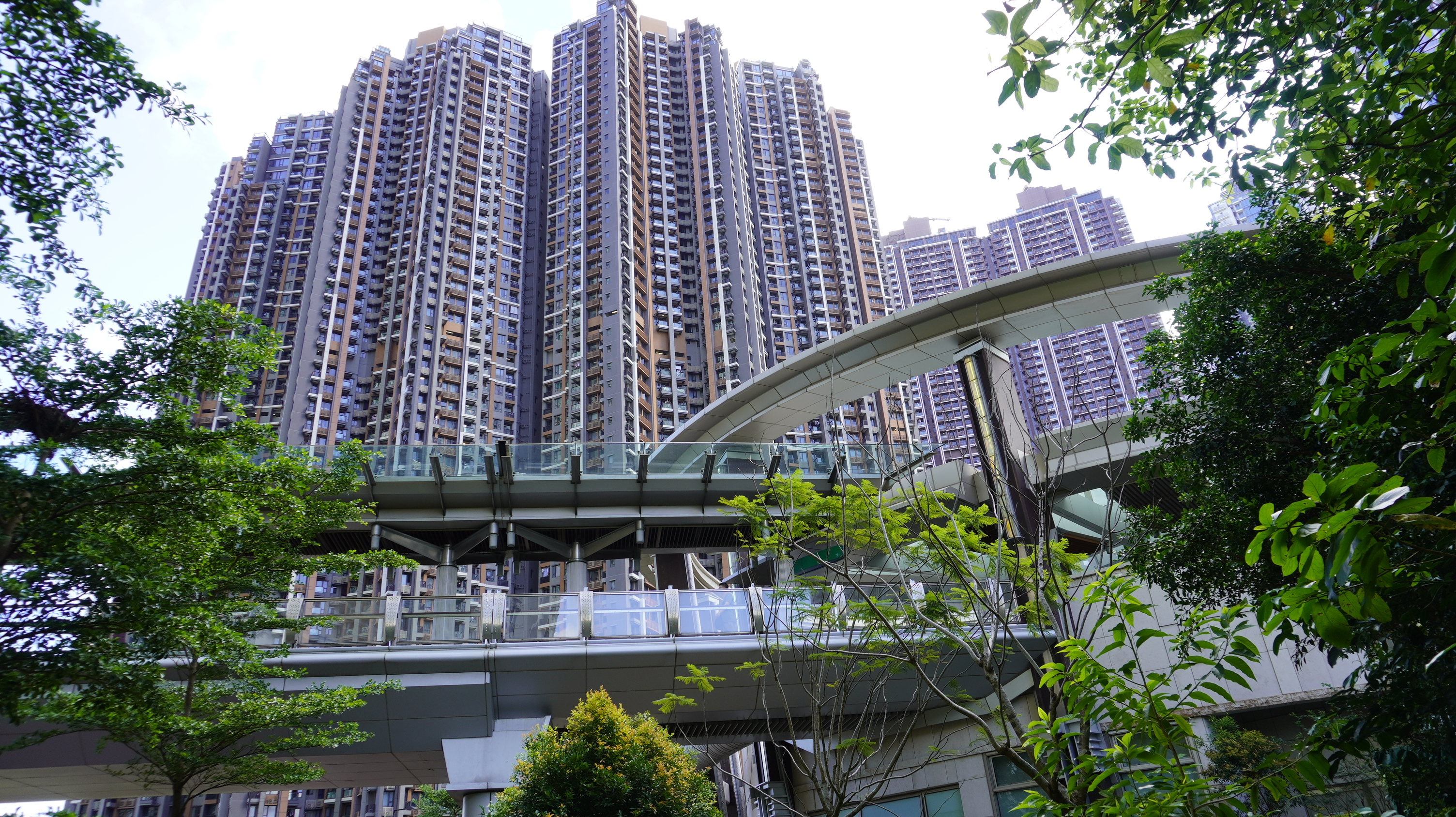
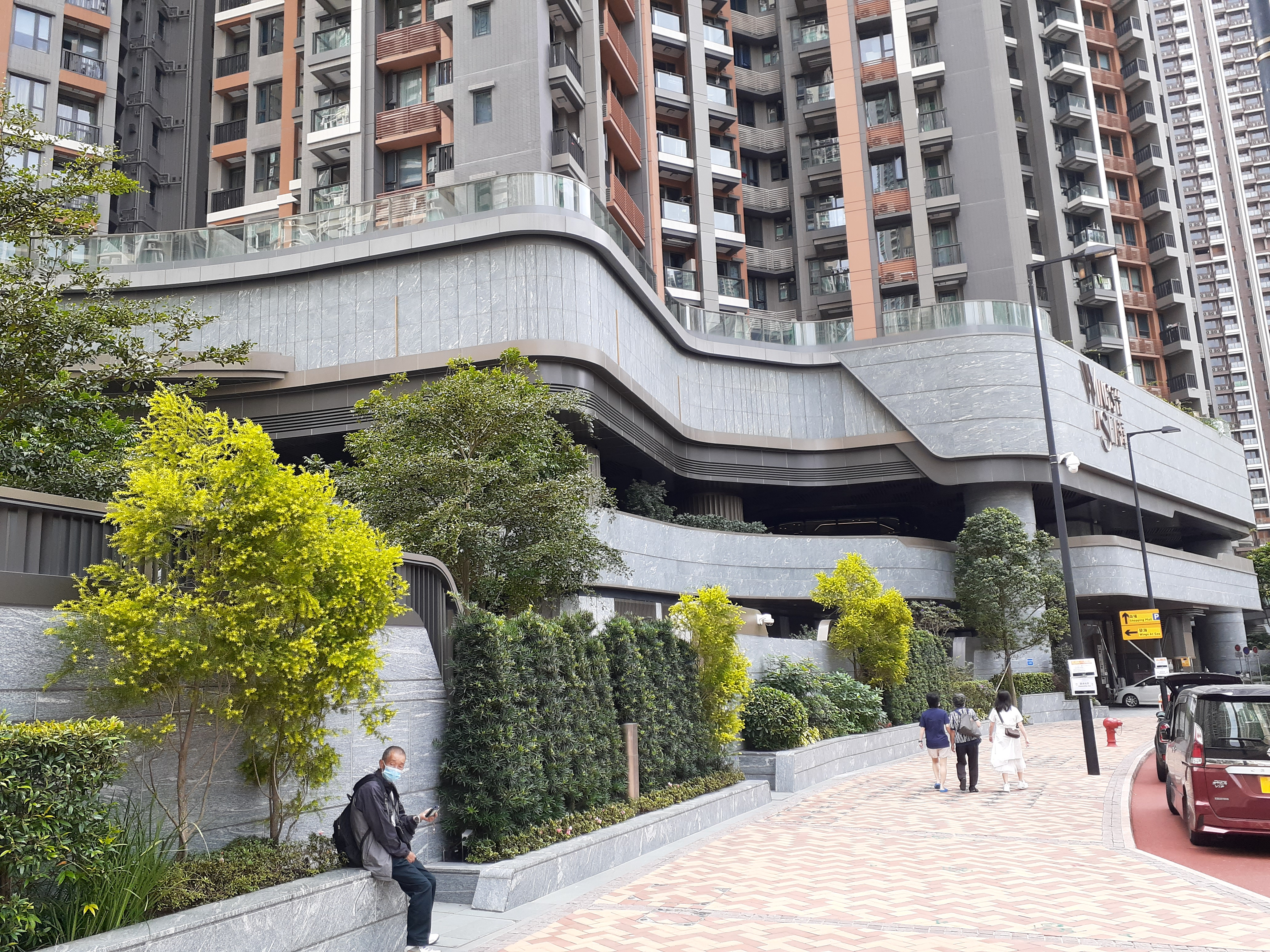
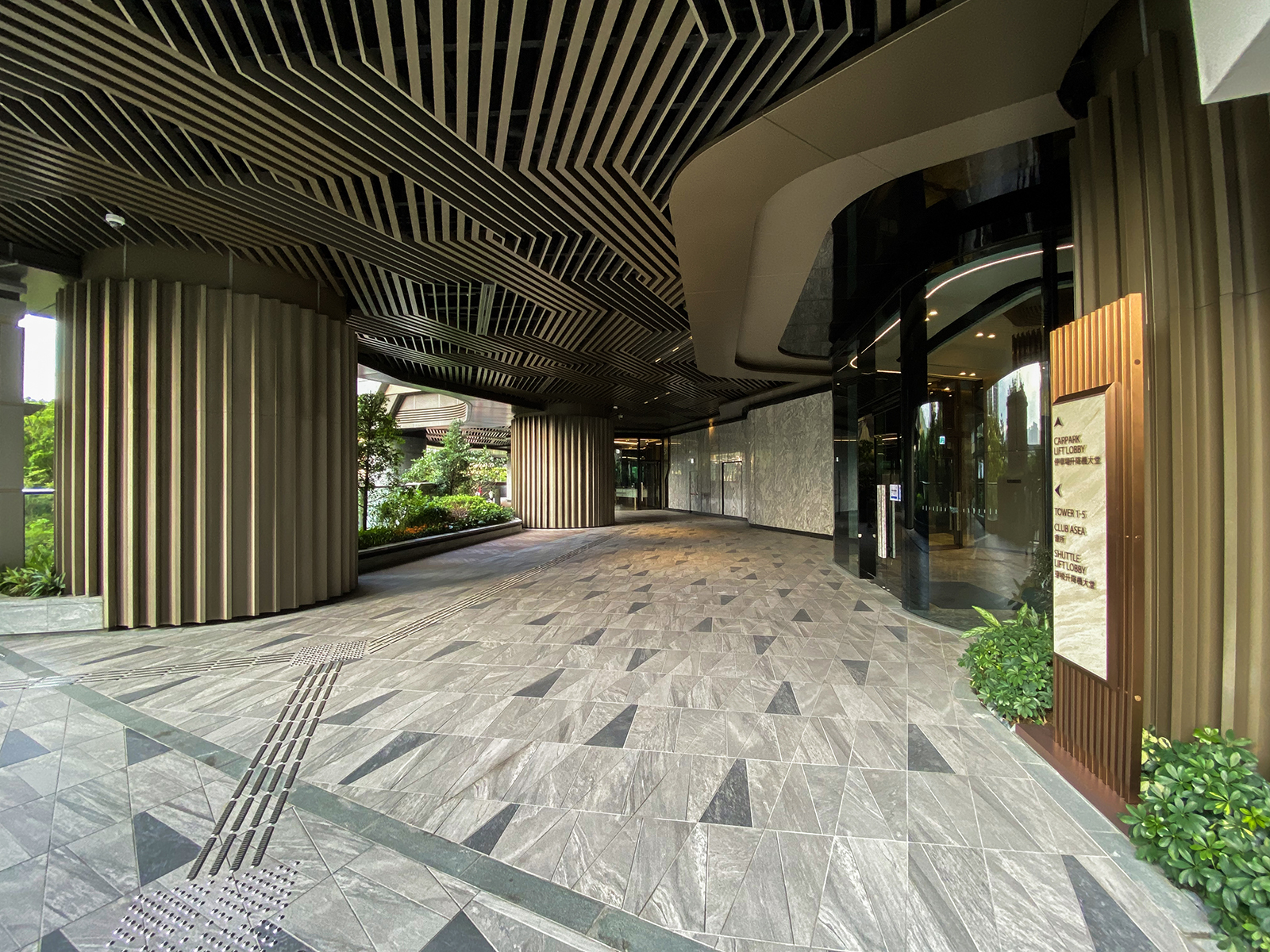
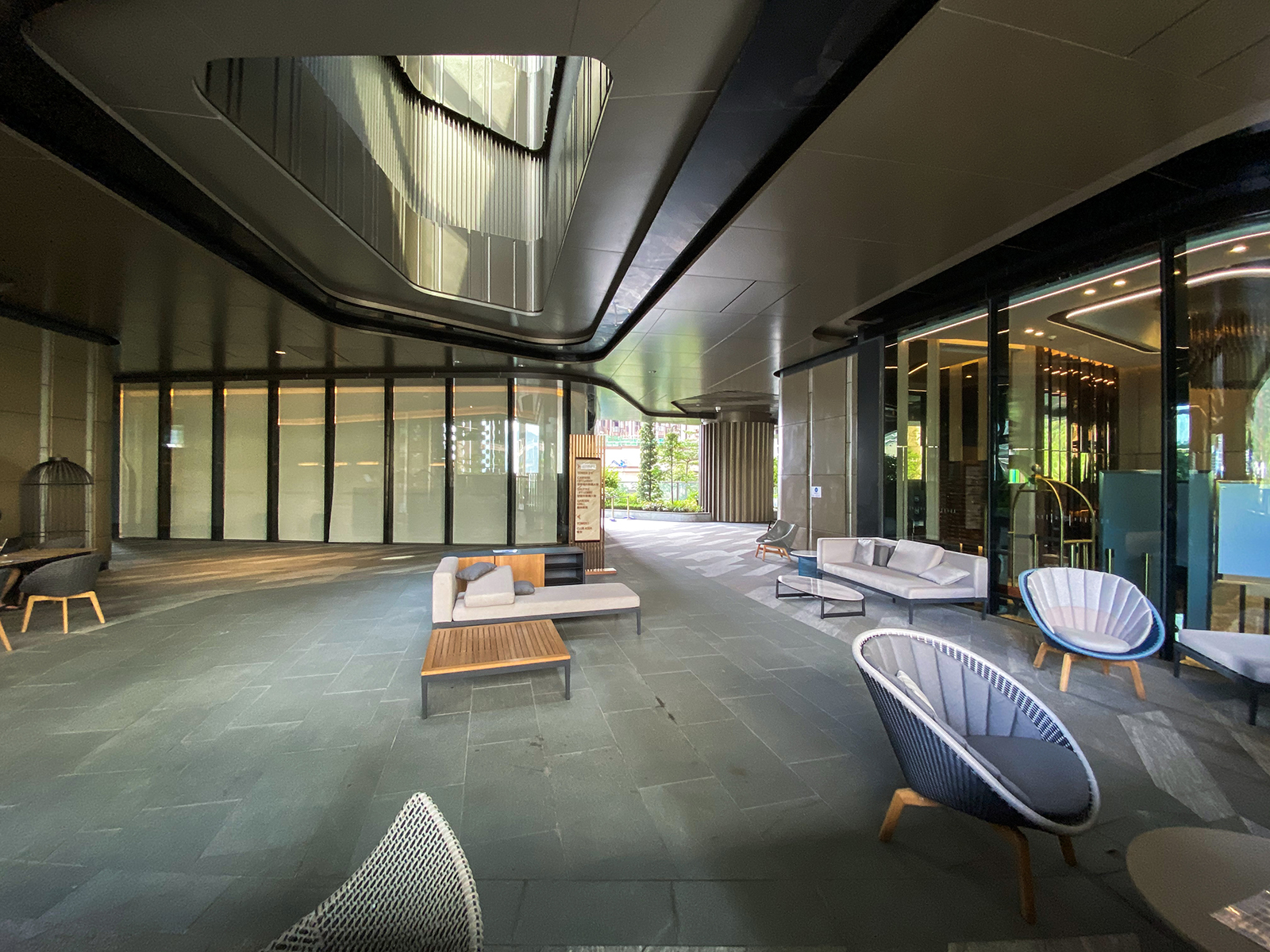

- LOHAS Park Wings At Sea Tower 5 (192,5 м, 53 этажа)

### Фаза V
Комплекс Malibu построен в 2019 году, в его состав входят три жилые башни:
- LOHAS Park Malibu Tower 1 (229 м, 66 этажей)
- LOHAS Park Malibu Tower 2 (227 м, 65 этажей)
- LOHAS Park Malibu Tower 3 (216 м, 62 этажа)

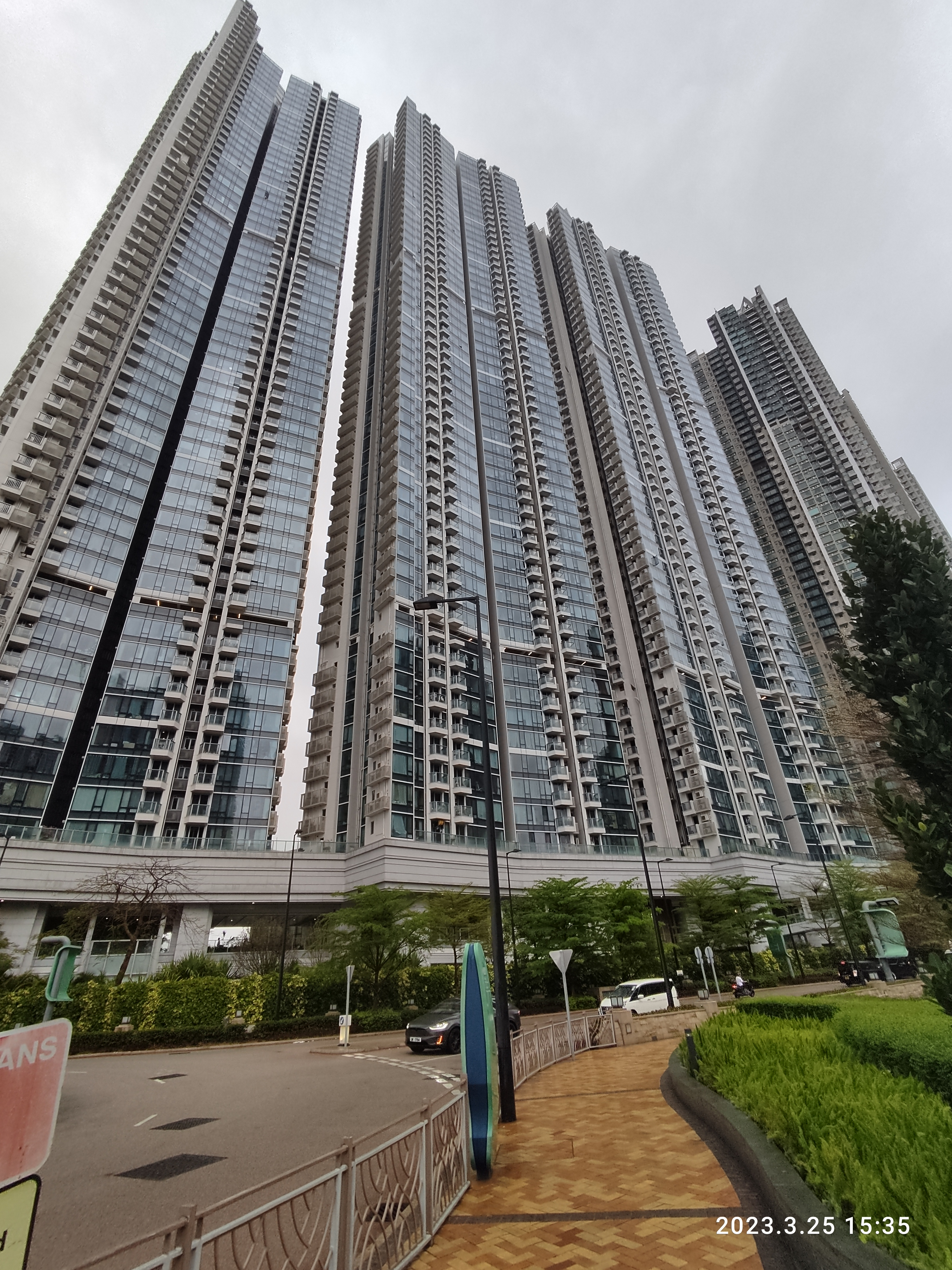
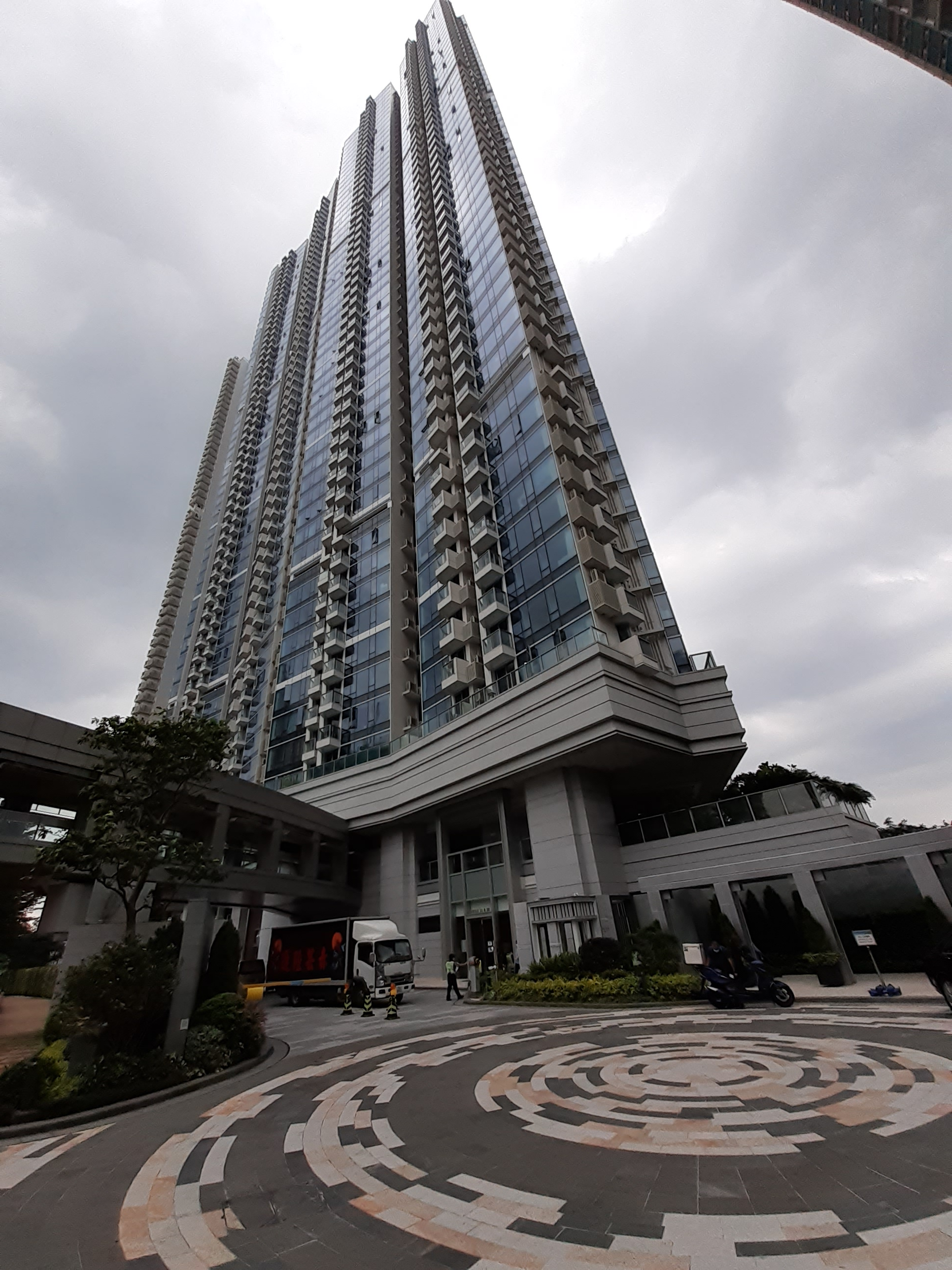
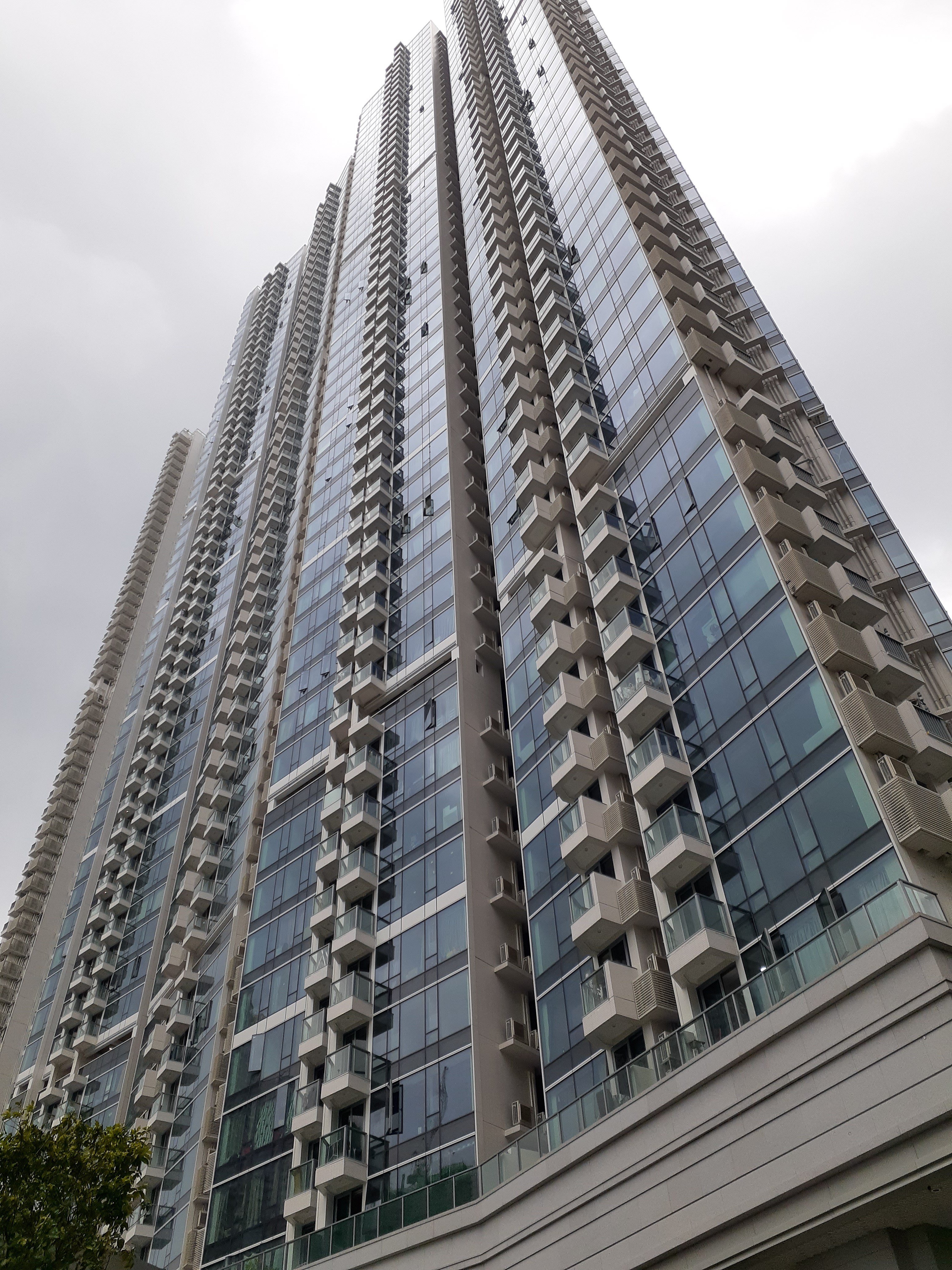
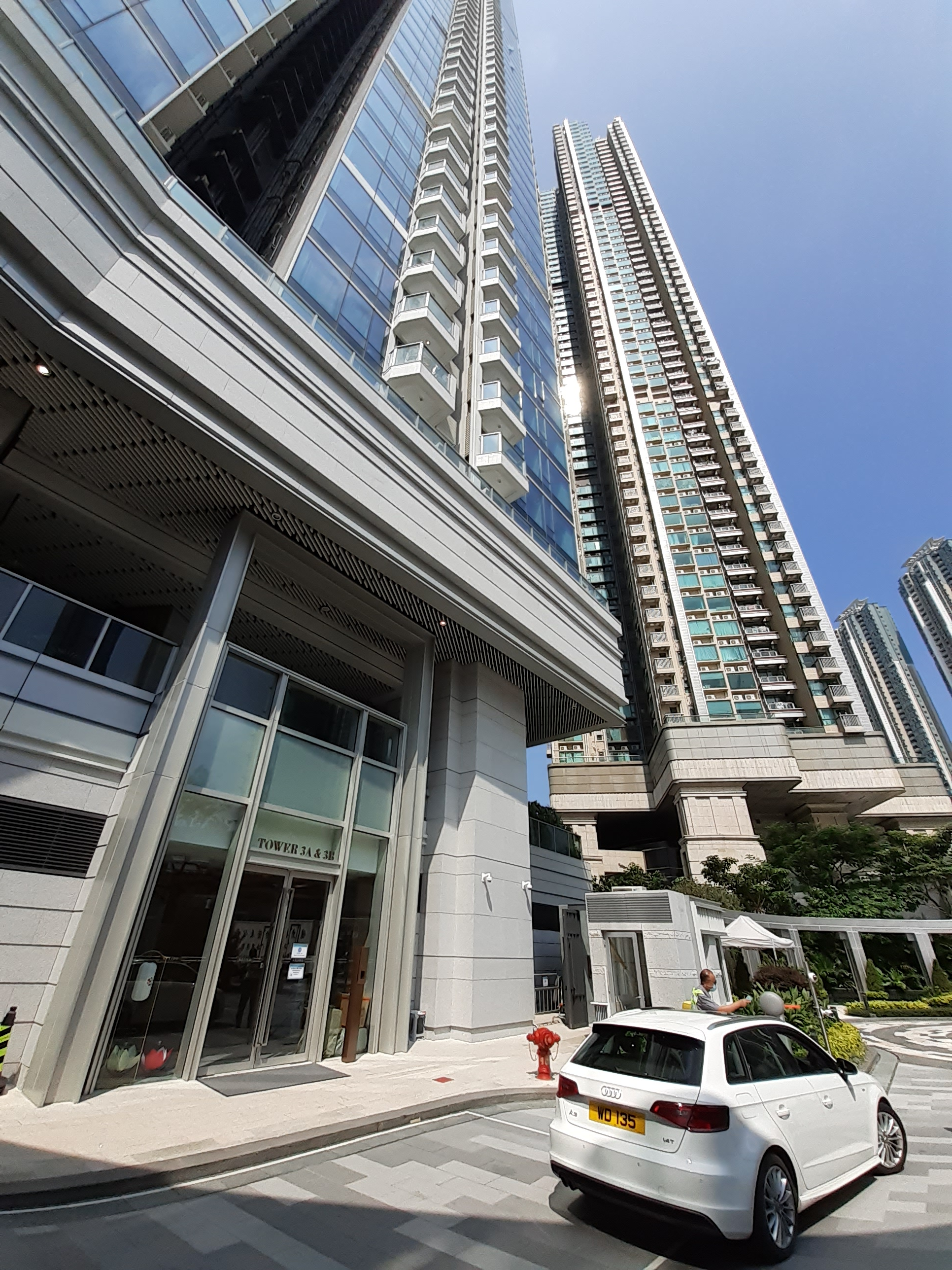

### Фаза VI
Комплекс LP6 построен в 2020 году, в его состав входят четыре жилые башни:
- LOHAS Park LP6 Tower 1 (211,8 м, 63 этажа)
- LOHAS Park LP6 Tower 2 (211,8 м, 63 этажа)
- LOHAS Park LP6 Tower 3 (205,8 м, 61 этаж)
- LOHAS Park LP6 Tower 5 (205,8 м, 61 этаж)

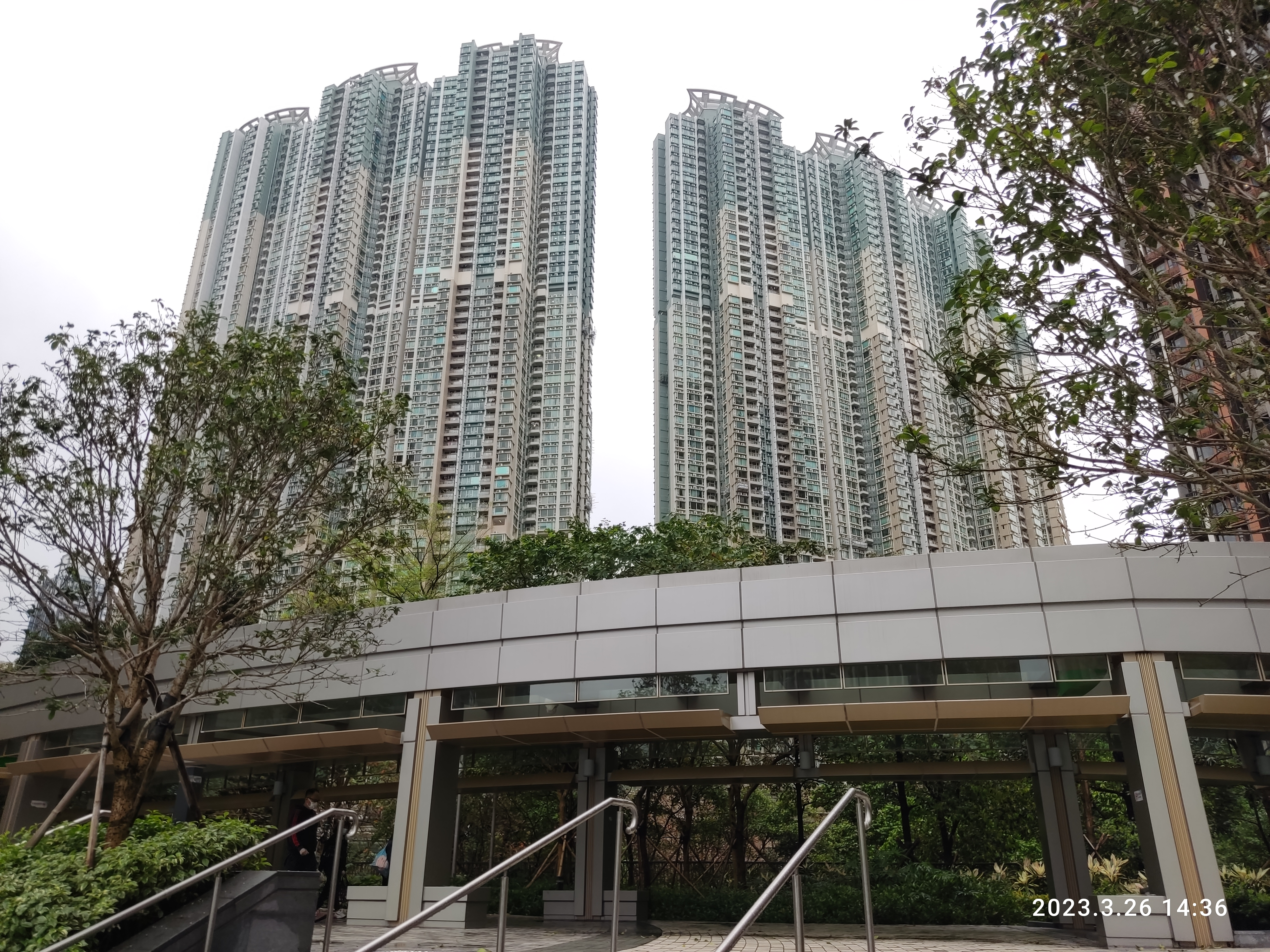
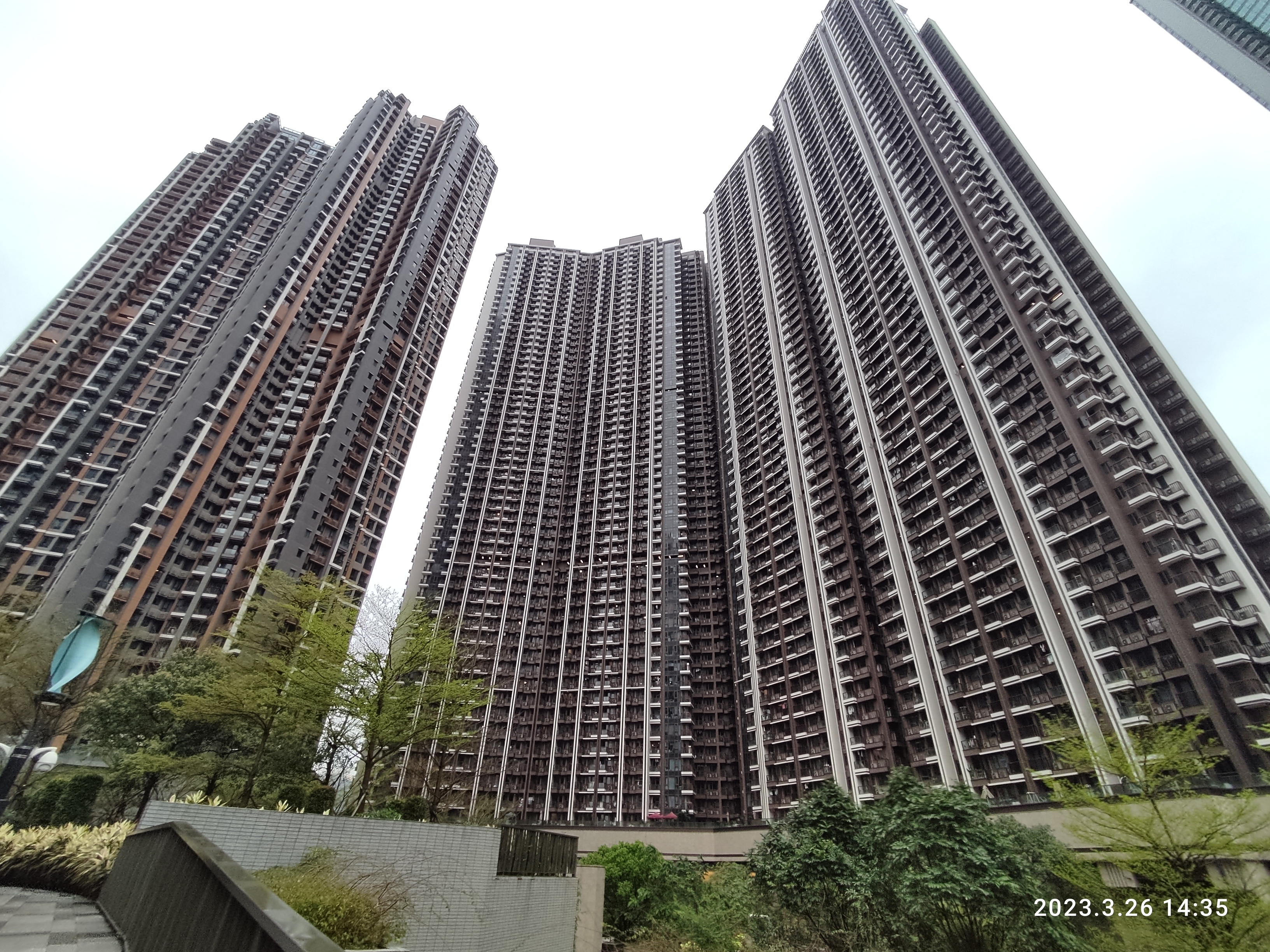
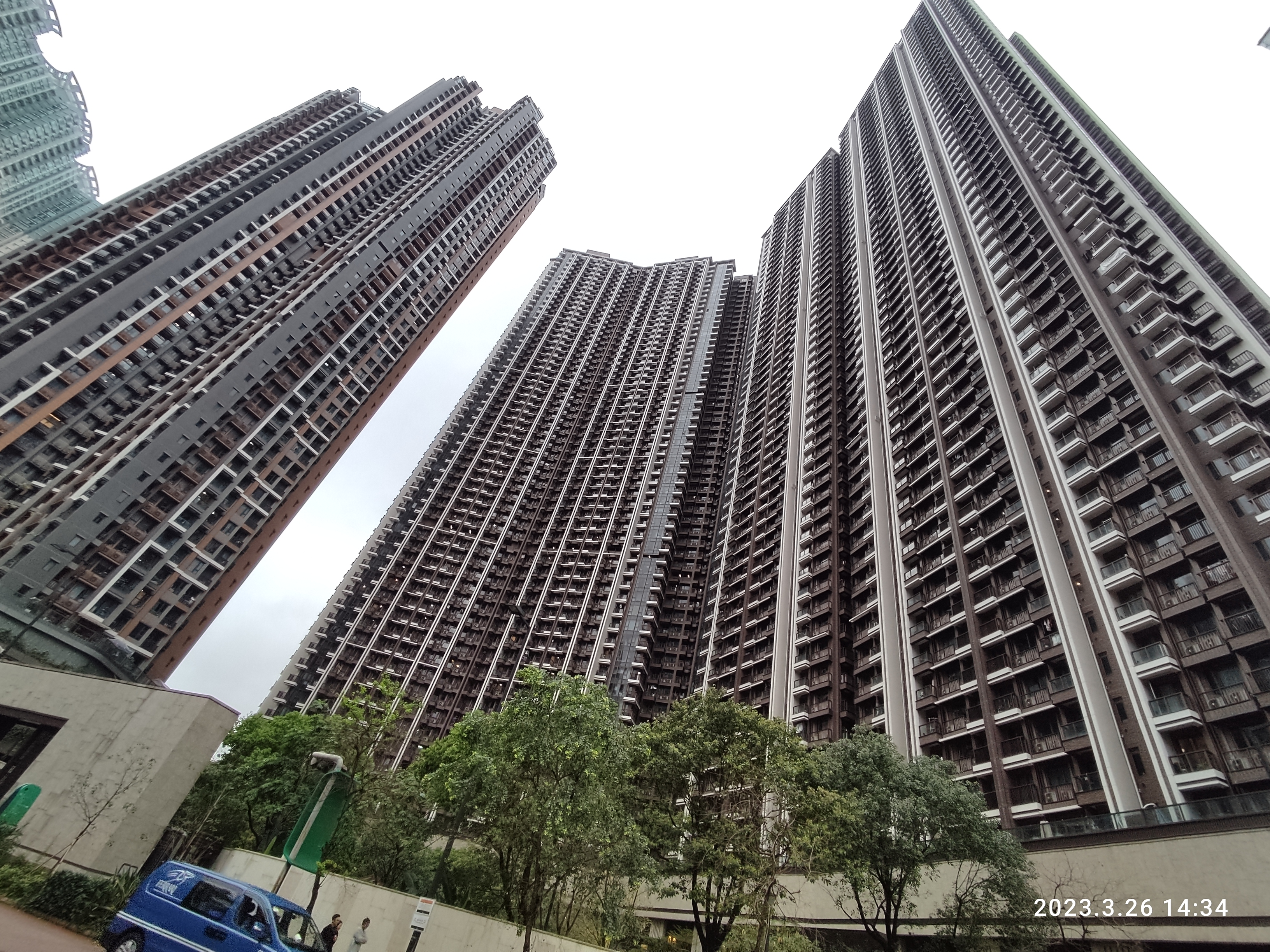
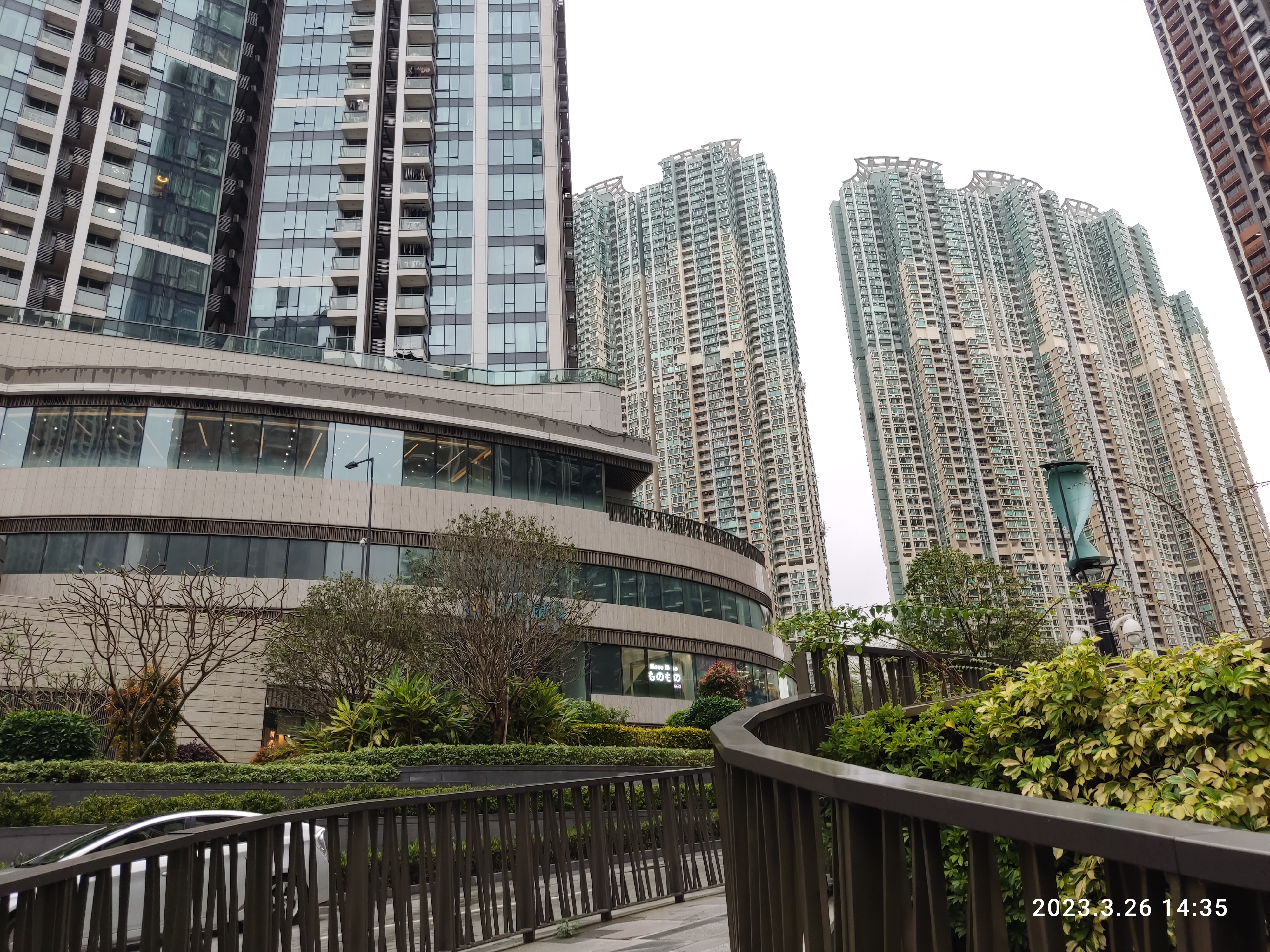

### Фаза VII-A
Комплекс Montara построен в 2021 году, в его состав входят две жилые башни:
- LOHAS Park Montara Tower 1 (229,3 м, 65 этажей)

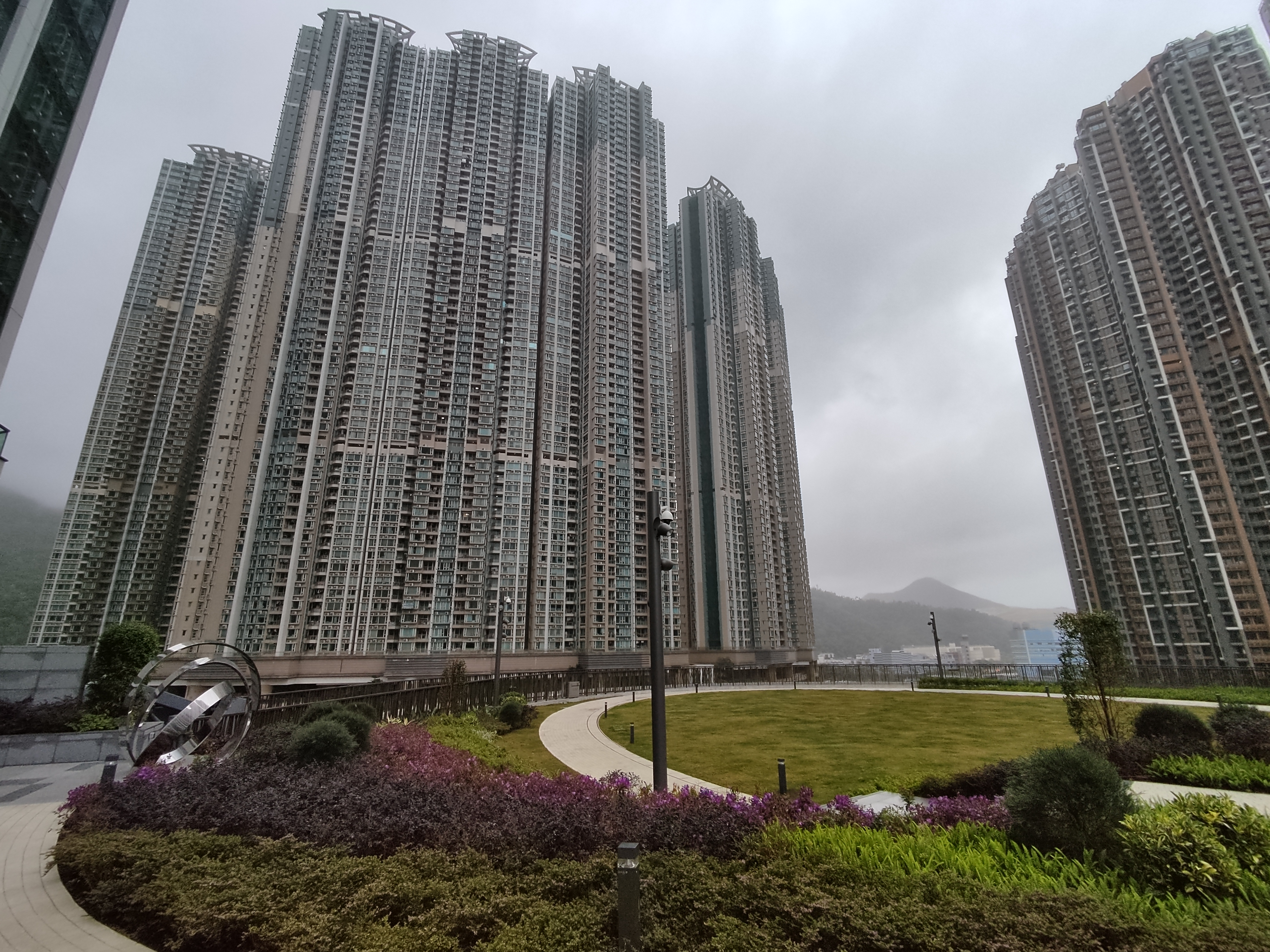
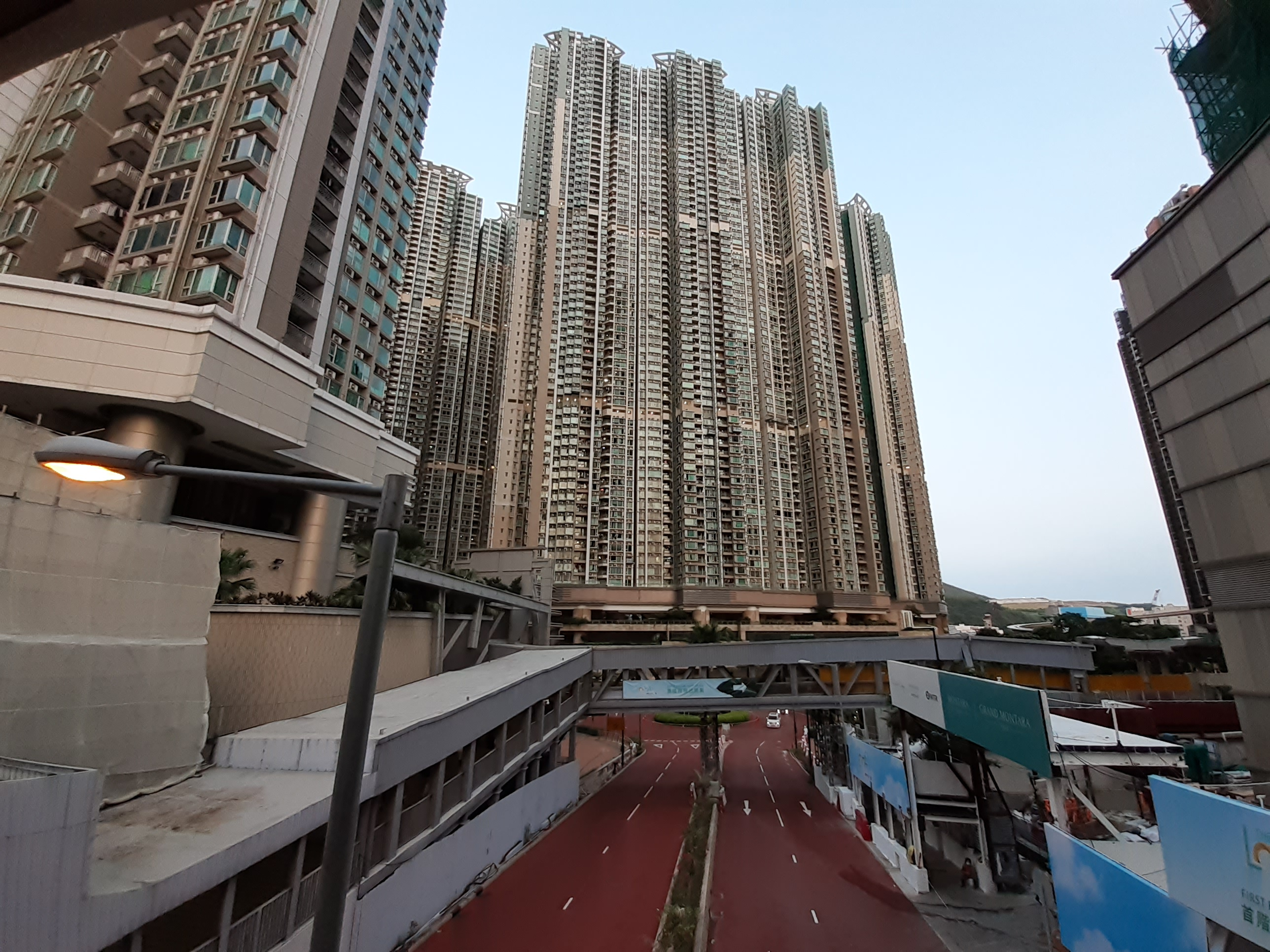
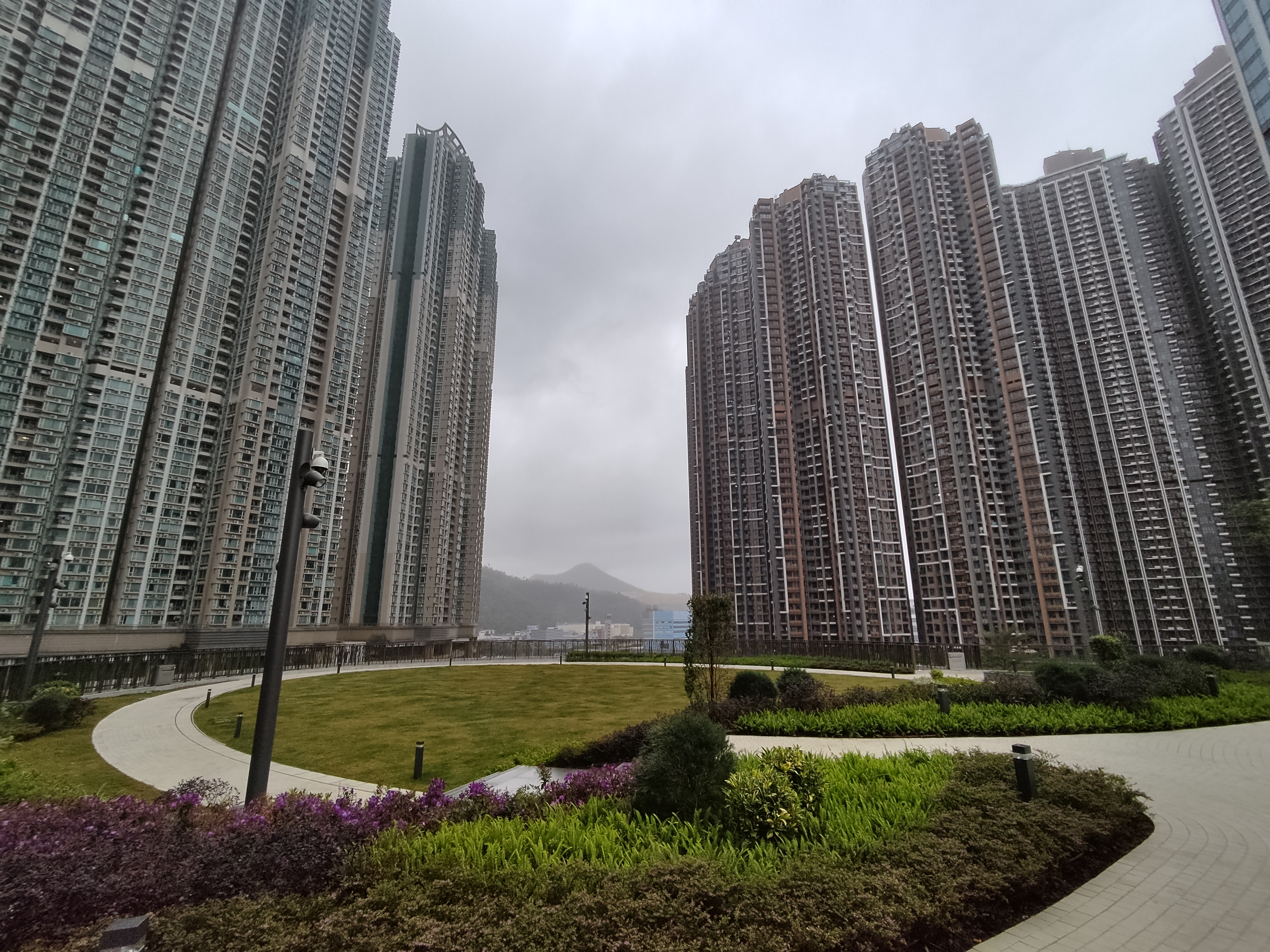
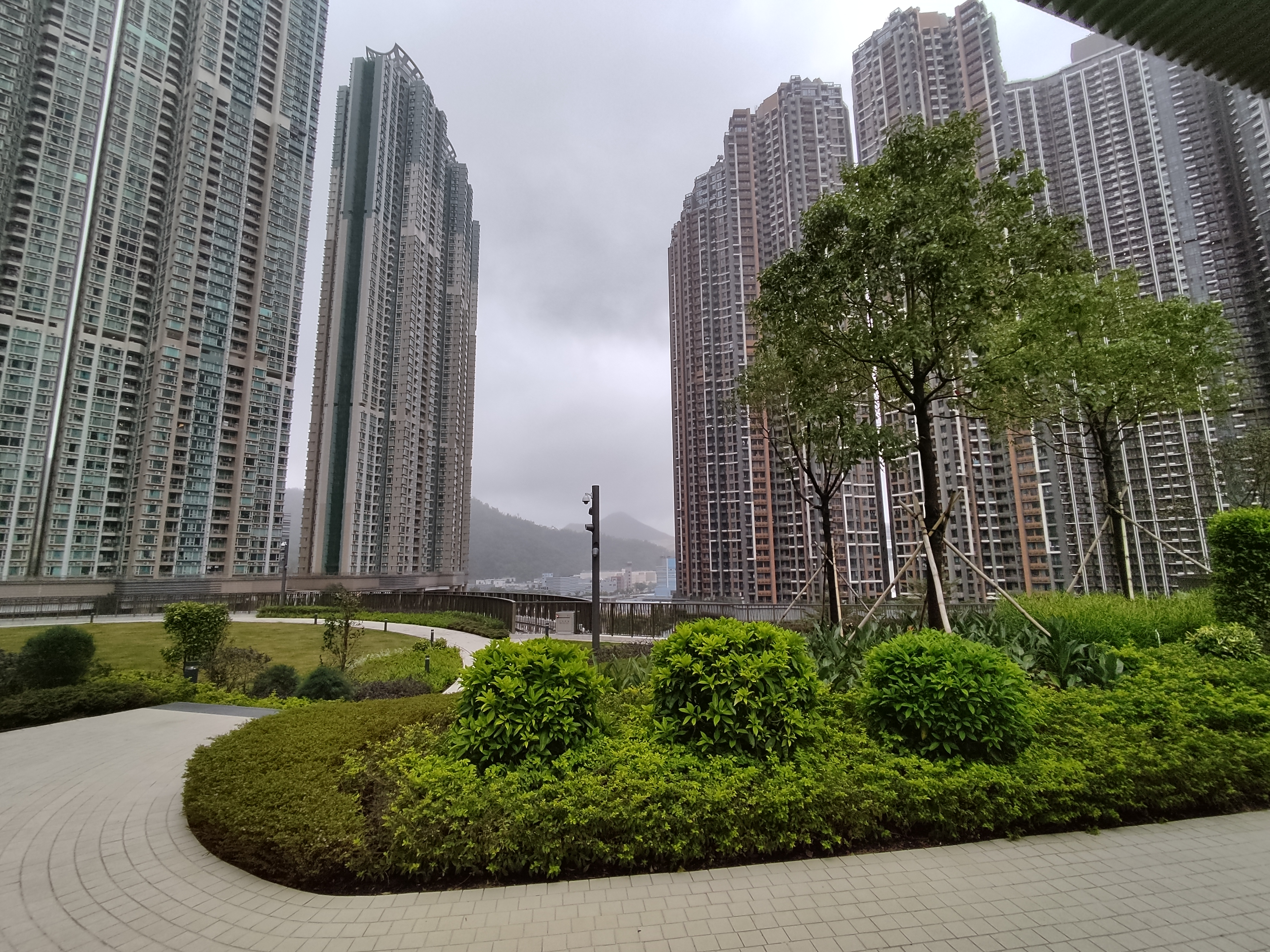

- LOHAS Park Montara Tower 2 (229,3 м, 65 этажей)

### Фаза VII-B
Комплекс Grand Montara построен в 2021 году.

### Фаза VIII
Комплекс Sea to Sky построен в 2022 году, в его состав входят три жилые башни:
- LOHAS Park Sea to Sky Tower 3 (213,5 м, 61 этаж)

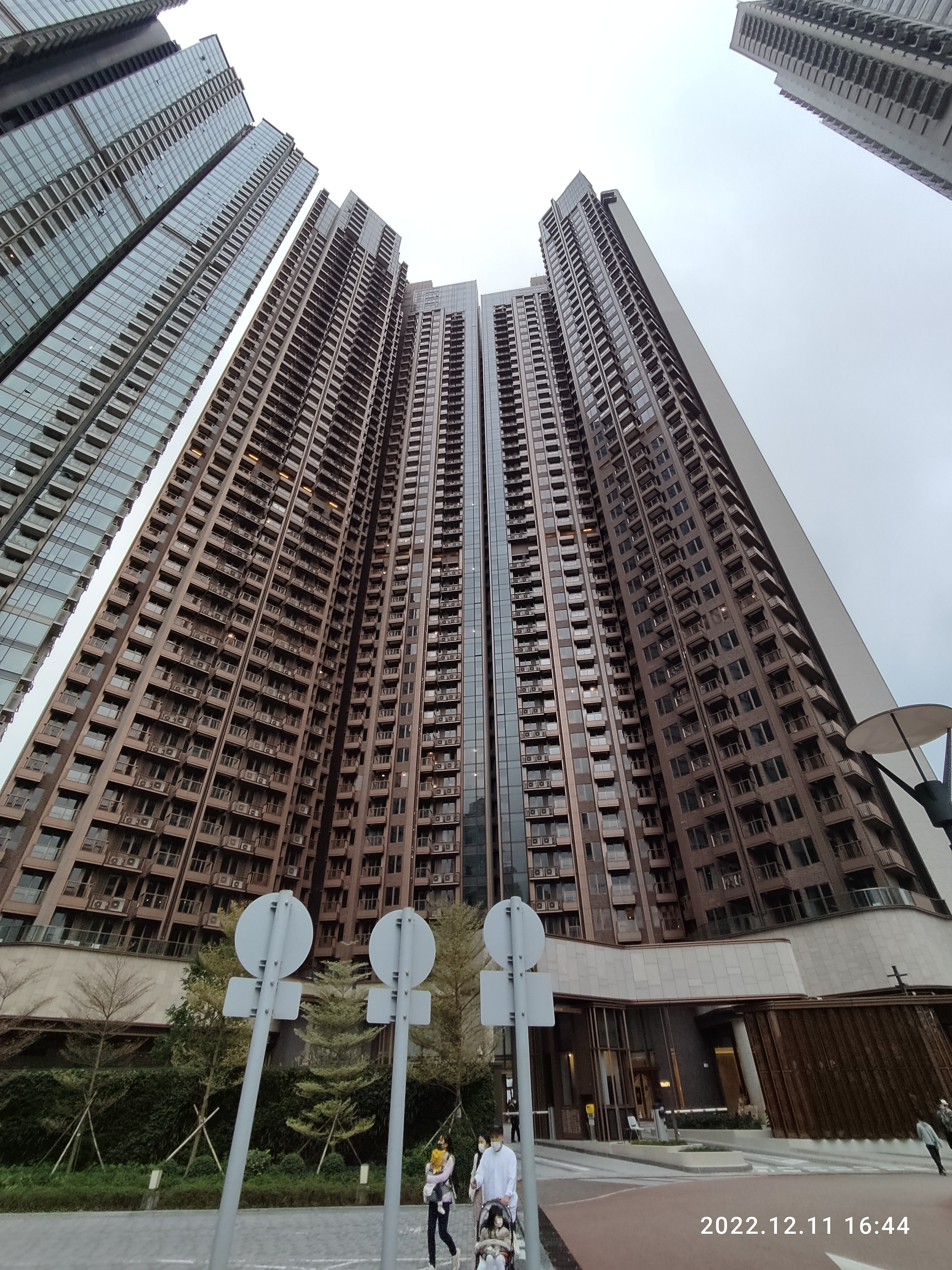
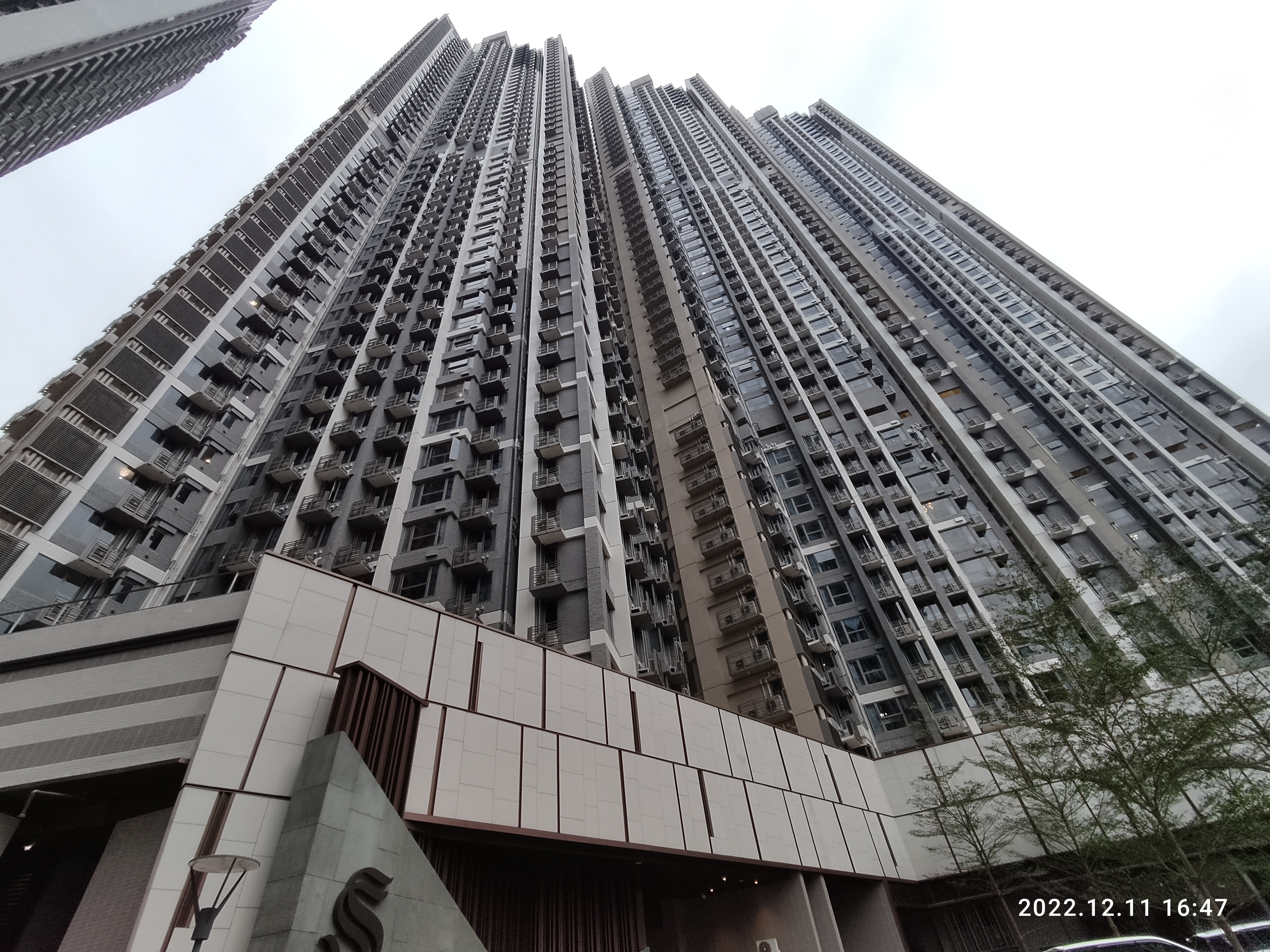
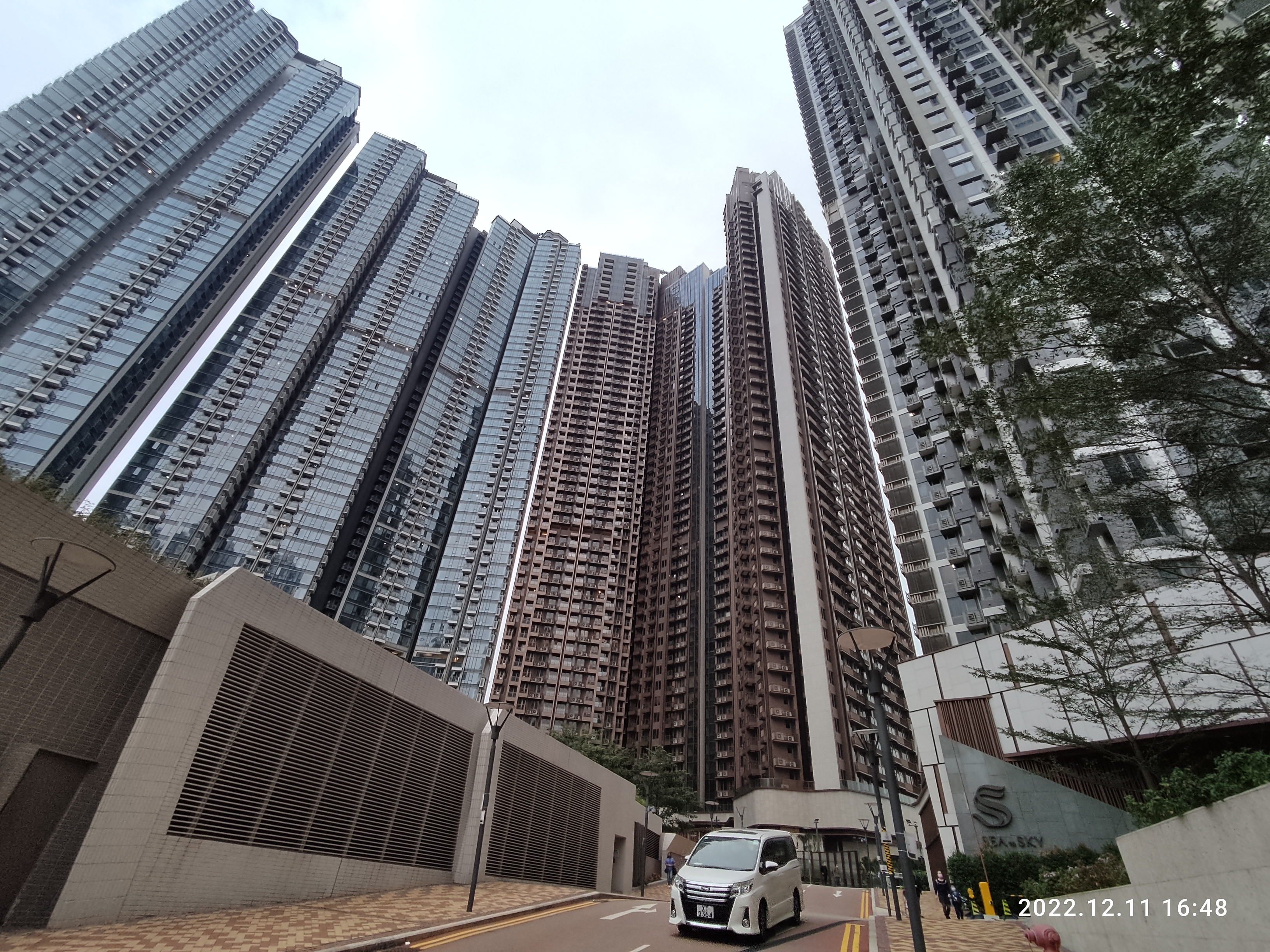
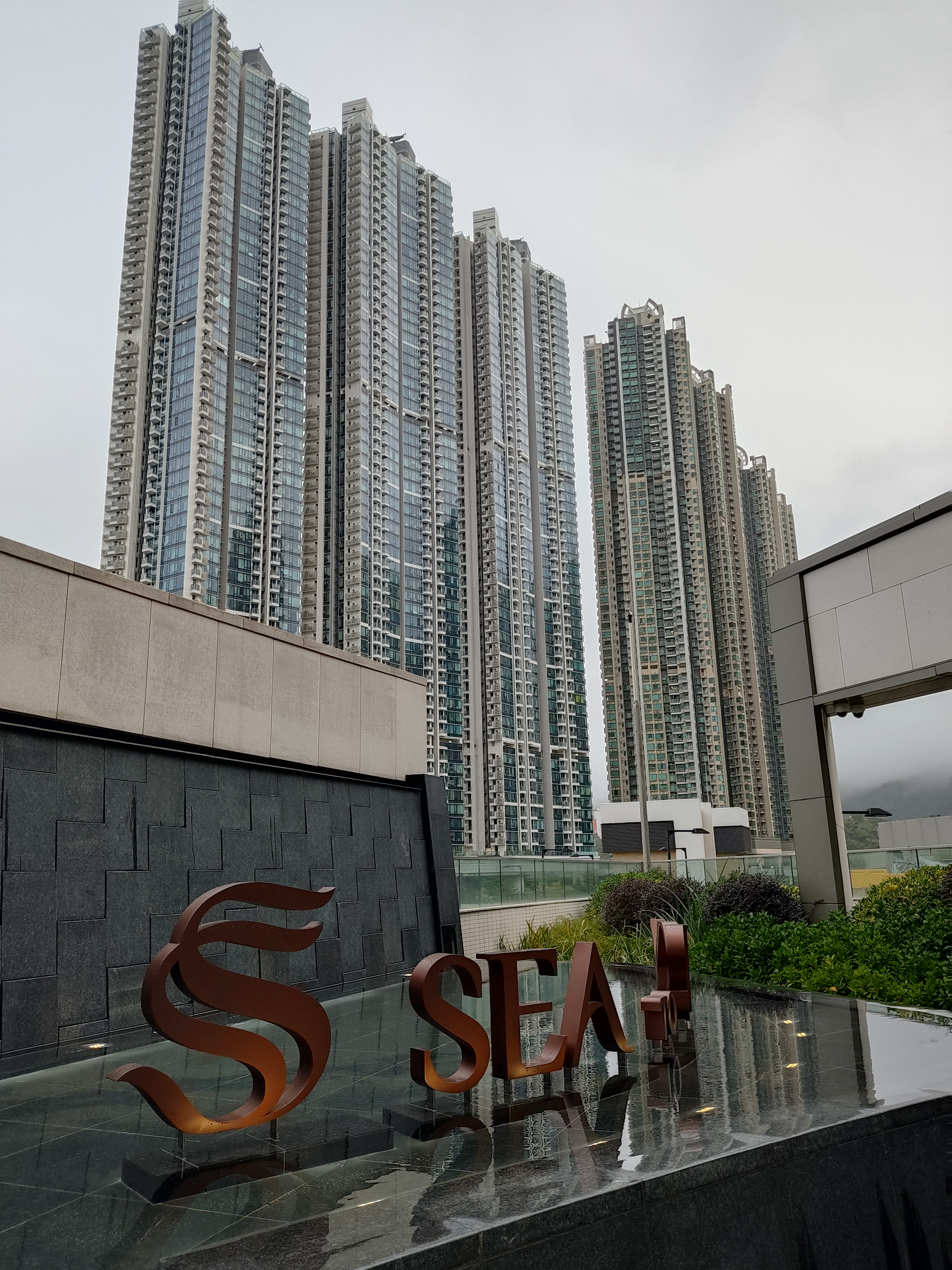

- LOHAS Park Sea to Sky Tower 2 (210 м, 60 этажей)
- LOHAS Park Sea to Sky Tower 1 (190 м, 54 этажа)

### Фаза IX-A
Комплекс Marini построен в 2021 году: 
- LOHAS Park Marini (219,1 м, 61 этаж)

### Фаза IX-B
Комплекс Grand Marini построен в 2022 году:
- LOHAS Park Grand Marini (225,3 м, 63 этажа)

### Фаза  IX-C
Комплекс Ocean Marini построен в 2022 году:

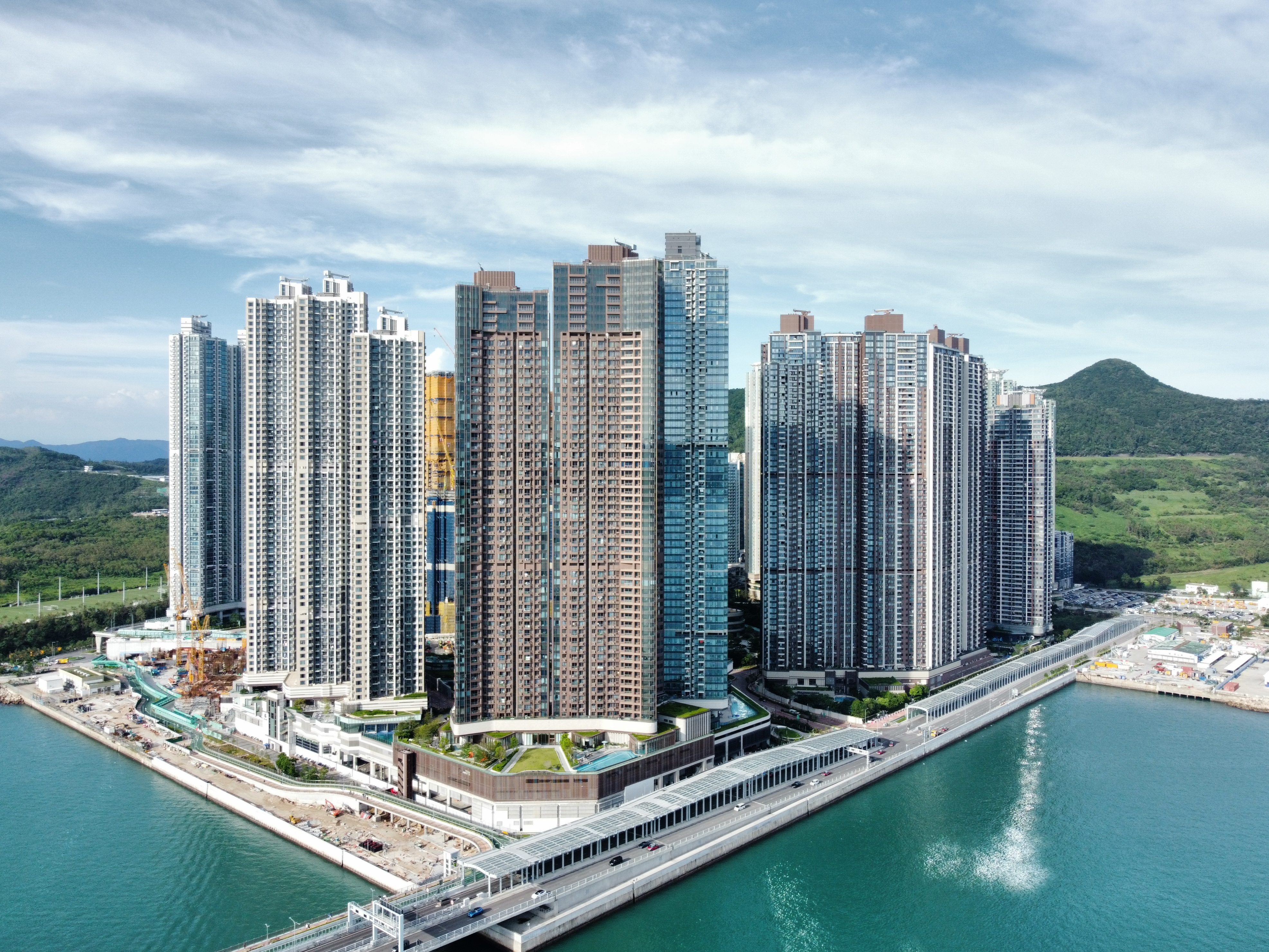
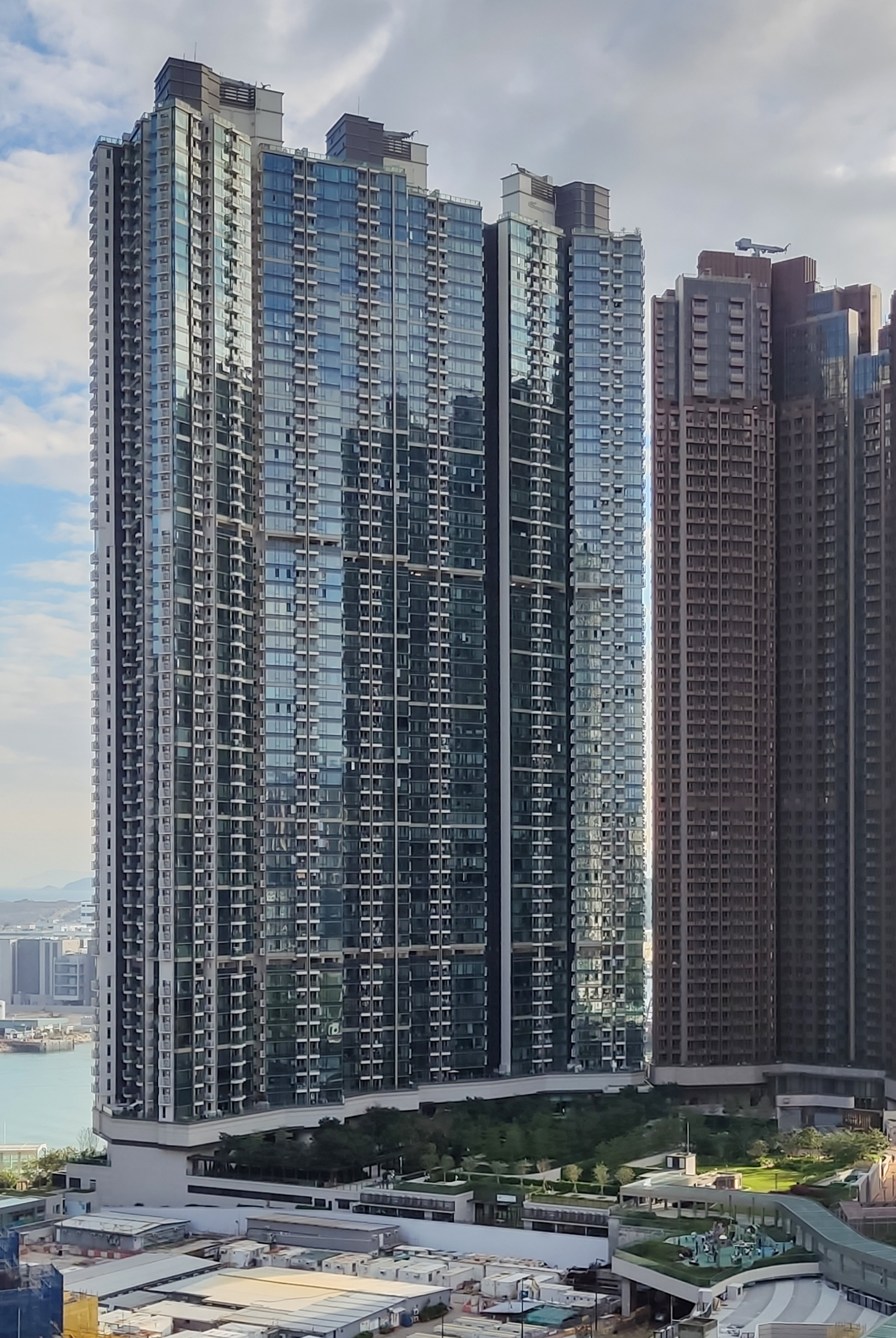
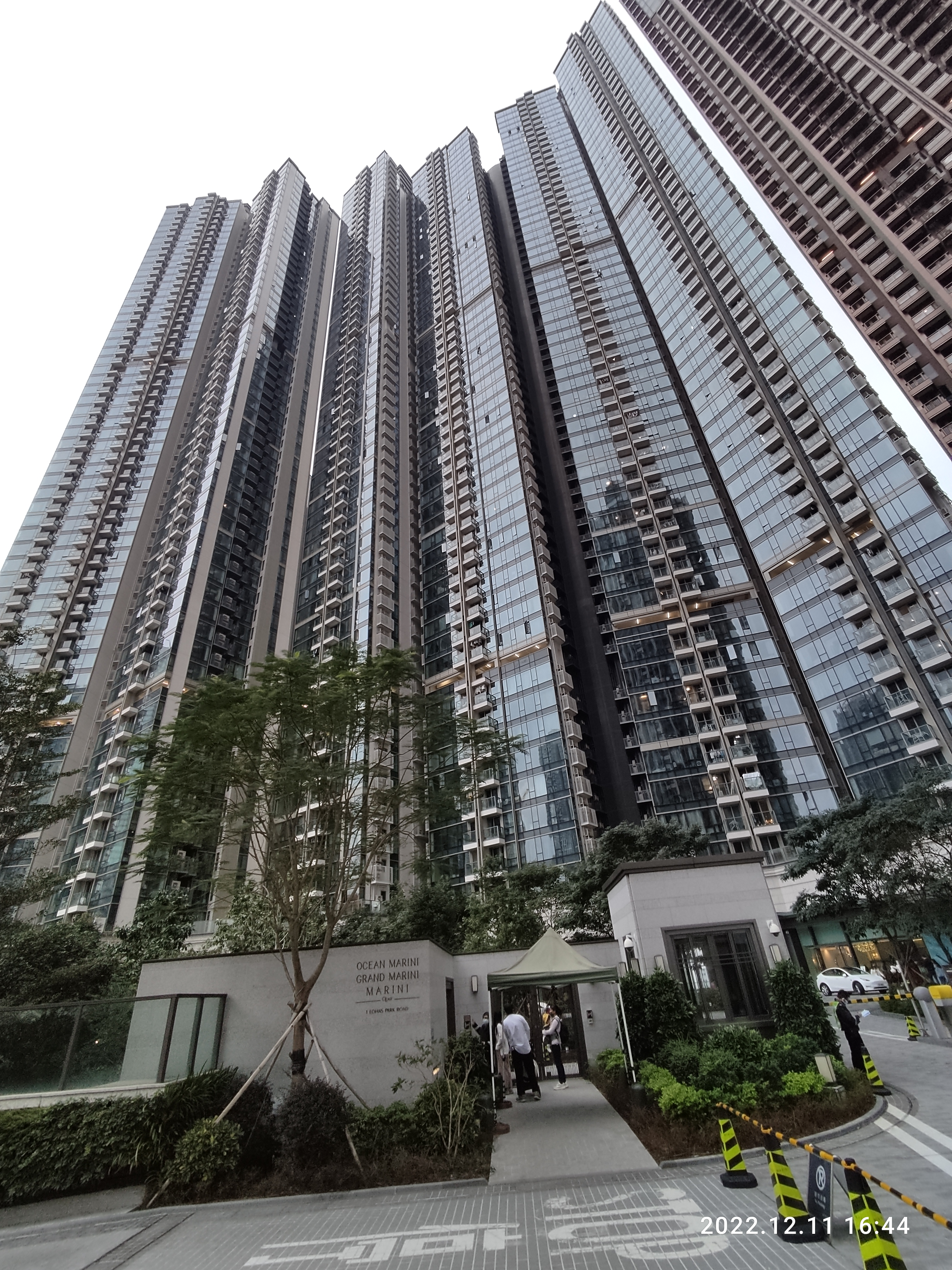
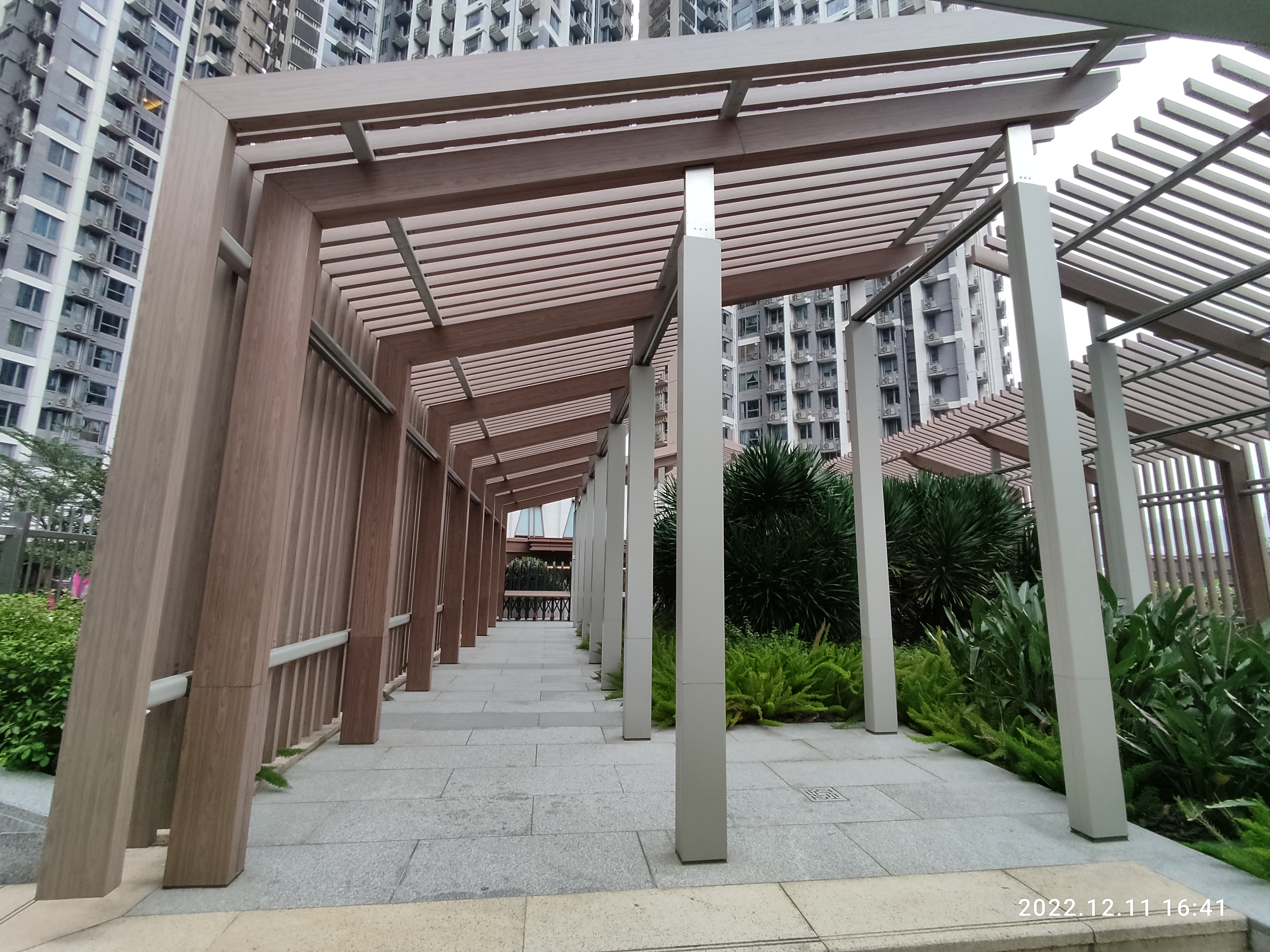

### Фаза X
Комплекс LP10 построен в 2022 году, в его состав входят две жилые башни:
- Lohas Park LP10 Tower 2 (211,6 м, 57 этажей)
- Lohas Park LP10 Tower 1 (201,1 м, 52 этажа)

### Фаза XI
Комплекс Villa Garda будет построен в 2024 году, в его состав входят три жилые башни:

## Галерея
|             |      |      |      |                    |
| The Capitol | Парк | Парк | Парк | Станция LOHAS Park |